# História do Club de Regatas Vasco da Gama

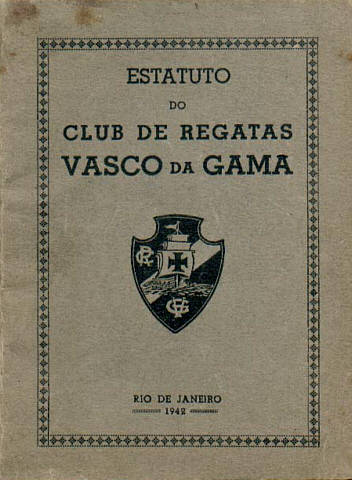
Estatuto do Vasco, 1942

A história do Club de Regatas Vasco da Gama começa em 21 de agosto de 1898, na cidade do Rio de Janeiro, onde um grupo de visionários imigrantes portugueses se reuniu para formar uma agremiação esportiva que inicialmente se dedicava principalmente aos esportes aquáticos, especialmente o remo.

## Fundação e início das atividades
A fundação do Vasco se deu no contexto de popularização da prática do remo no final do século XIX. O esporte foi paulatinamente se popularizando nas décadas finais do século, com a popularização das praias como locais recreativos e com o avanço de uma nova estética corporal, que valorizava um tipo físico condicionado e saudável. Em 1873 foi criado o Club Guanabarense, dando impulso ao remo na cidade do Rio de Janeiro; vários clubes de remo foram fundados nos anos seguintes, e as regatas começaram a se tornar uma constante nas décadas de 1880 e 1890.
A ideia de criação de um clube de remo surgiu de quatro jovens brasileiros, Henrique M. Ferreira Monteiro, Luiz Antonio Rodrigues, José Alexandre d'Avellar Rodrigues, Manoel Teixeira de Sousa Junior, todos comerciários, caixeiros, trabalhando no centro do Rio de Janeiro. Nos tempos de folgas, os jovens alugavam um barco a remo, chamado "Iracema", no Grupo de Regatas Gragoatá, em Niterói.  A distância entre o Rio de Janeiro e Niterói trouxe a ideia de criar um clube de remo no bairro da Saúde, onde trabalhavam.
Um quinto membro foi chamado, Lopes de Freitas, e as primeiras reuniões foram realizadas em janeiro de 1898, primeiramente num sobrado que servia de moradia a Henrique Ferreira Monteiro, na rua Theóphilo Ottoni, n.º 80 (ao lado esquerdo do atual n.º 90); em seguida, para melhor acomodação, foram os jovens pioneiros acolhidos no salão da própria Sociedade Dramática Particular Filhos de Talma. A ideia de num novo clube de remo no bairro começou a ser  propagandeada nos meios comerciais, e os quatro rapidamente conseguiram atrair novos interessados.  Dentre os convidados a futura nova instituição, estavam os irmãos Couto, comerciantes portugueses, que atuavam no ramo da "serraria a vapor", e que tinham o capital necessário para colocar o clube de pé em seu início.
Após algumas reuniões preliminares, o clube foi fundado no dia 21 de agosto de 1898, na Rua da Saúde n.º 293 (atual n.º 345 da rua Sacadura Cabral). Nesta primeira reunião foi eleita a diretoria, com Francisco Gonçalves Couto Junior como primeiro presidente do clube. Foram 62 os sócios fundadores da instituição. O nome escolhido para o clube - Vasco da Gama - se deu em razão de se comemorar naquele ano o IV centenário da descoberta do caminho marítimo para a Índia, havendo entre os fundadores muitos portugueses. Desse modo, foi dado o nome do navegador português ao clube.
Ficou registrada na ata de fundação:

Aos 21 dias do mês de Agosto de 1898, às 2:30 horas da tarde, reunidos na sala do prédio da Rua da Saúde, número 293, os senhores constantes do livro de presenças, assumiu a presidência o Sr. Gaspar de Castro e depois de convidar para ocuparem as cadeiras de secretários os senhores Virgílio Carvalho do Amaral como 1.º e Henrique Ferreira como 2.º, declarou que a presente reunião tinha o fito de fundar-se nesta Capital da Republica dos Estados Unidos do Brasil, uma associação com o titulo de Club de Regatas Vasco da Gama (…)

Ata de fundação
Não há qualquer controvérsia sobre o local onde o Vasco foi fundado, já que a ata de fundação menciona que os fundadores estavam reunidos no "prédio da Rua da Saúde, número 293", endereço que a agremiação Filhos de Talma nunca ocupou. No entanto, a versão de que o Vasco teria sido fundado na Filhos de Talma acabou sendo difundida, a partir da comemoração do 20.º aniversário do clube, através de um texto publicado pelo jornal "O Paiz", que acabou por difundir o mito desde então. Já o 60.º aniversário do clube acabou sendo celebrado na Filhos de Talma, sendo colocada uma placa de bronze em sua sede, na qual se lê que o conselho deliberativo do Vasco esteve ali reunido por ocasião do 60.º aniversário da instituição, "fundada neste local".

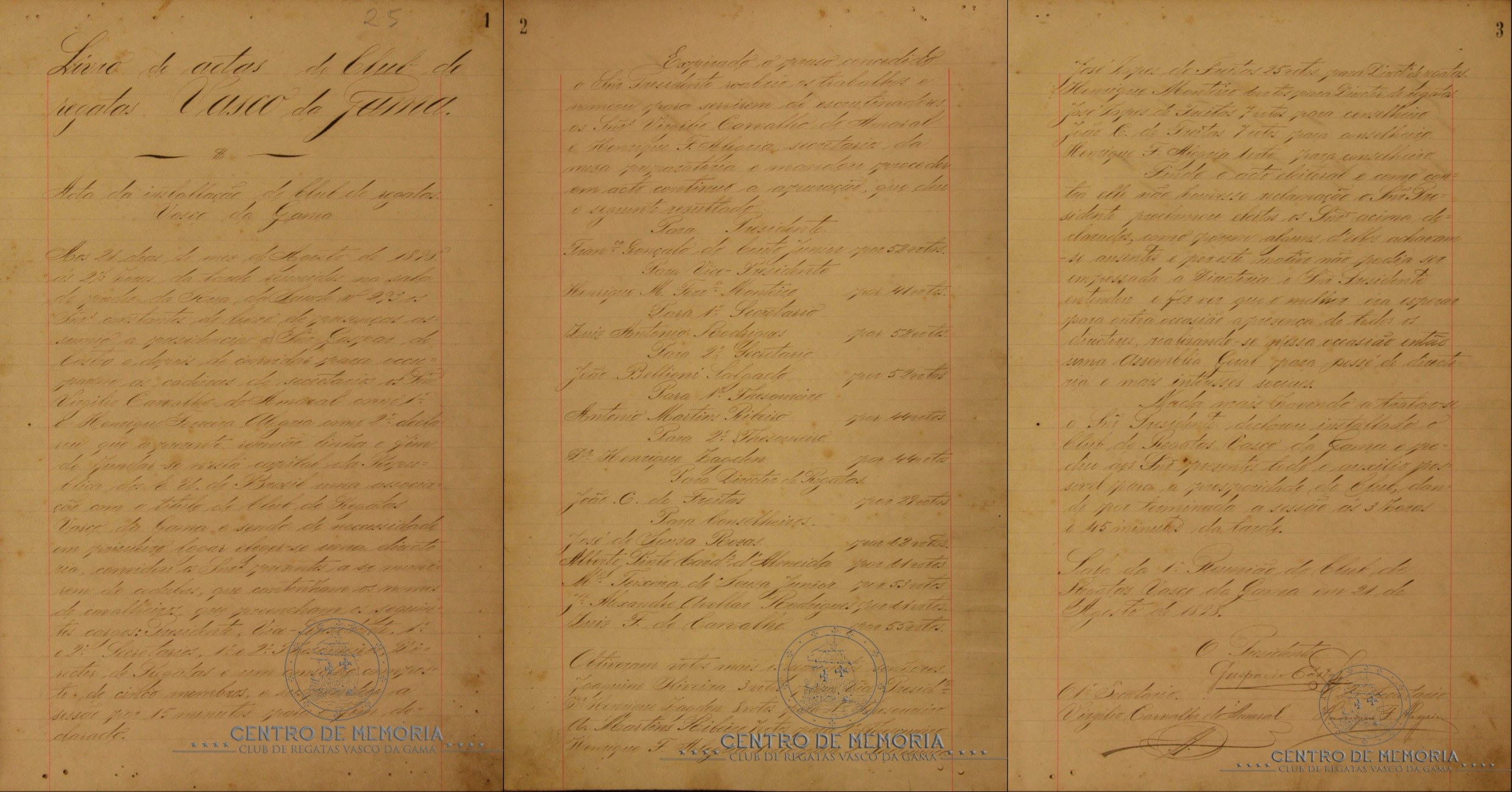
Ata de Fundação do Club de Regatas Vasco da Gama

Segundo pesquisa de Henrique Hübner, ex-Diretor do Centro de Memória do Vasco, a rua onde o Vasco foi fundado - Rua da Saúde - é a atual Rua Sacadura Cabral. O nome da rua foi modificado em 24 de junho de 1922, por meio de decreto da Prefeitura do Rio de Janeiro. A numeração também não se manteve - em 1907 a Prefeitura da Cidade baixou o Decreto n.º 664, determinando a revisão da numeração das ruas do centro da cidade, incluindo a então Rua da Saúde. O número atual foi estabelecido em 1909. Conclui Hübner, em sua pesquisa, que o endereço no qual o Vasco foi fundado é hoje a Rua Sacadura Cabral, n.º 345. O local de fundação do Vasco é muito próximo da sede da Sociedade Filhos de Talma, com uma distância pouco maior que 100m (vide mapa).
No final de 2020, um grupo de vascaínos alugou o imóvel onde o Vasco foi fundado e foi por eles restaurado. Uma placa comemorativa foi colocada na entrada, com a bandeira do Vasco, do Brasil e de Portugal, e os dizeres "Aqui nasceu o Club de Regatas Vasco da Gama", além de um texto explicativo sobre a ocasião histórica. Foram ainda colocadas cruzes de Cristo na porta de entrada e na garagem do imóvel. A ideia é que o local seja utilizado para exposições e eventos sobre a história da Vasco. Em votação realizada pela internet, foi escolhido o nome de "Centro Cultural Cândido José de Araújo" para batizar o imóvel, em homenagem a Cândido José de Araújo, presidente vascaíno em 1904 e 1906, e primeiro negro presidente de um clube esportivo no Brasil.
O primeiro presidente vascaíno foi o comerciante português Francisco Gonçalves Couto Júnior. Fundado o Vasco por muitos membros das classes menos abastadas, necessitava o clube de um suporte financeiro para iniciar suas atividades. Esse suporte foi fornecido por Couto Júnior, que atuava no ramo de serraria a vapor. Foi Couto que providenciou o aluguel da primeira sede provisória do Vasco, que ficava bem próxima de seus negócios; foi também o responsável pela construção do primeiro barracão do clube, que servia de garagem para os barcos.
Oito dias depois de sua fundação, a diretoria foi empossada no salão da Estudantina Arcas, na rua São Pedro, n.º 152, no antigo Largo do Capim (hoje trecho da Avenida Presidente Vargas, defronte à praça da sede do Banco Central do Brasil). Na data também foi eleita a eleita a comissão para elaboração do primeiro estatuto, que foi aprovado em 10 de setembro do mesmo ano.

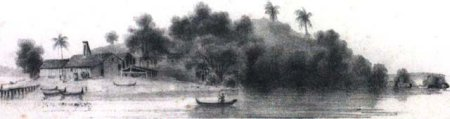
Ilha das Moças, local da primeira sede definitiva do Vasco, em gravura de Abraham-Louis Buvelot (1845).

 Fundado o clube, definiu-se uma sede provisória, sendo alugado um antigo sobrado na antiga Rua da Saúde n.º 127 (atual n.º 167 da rua Sacadura Cabral), em frente ao Largo da Imperatriz, hoje Praça Jornal do Comércio. Do prédio que serviu como primeira sede do Vasco, hoje somente resta a fachada em pé.
Em novembro de 1898, 3  meses após sua fundação, o clube se mudou para uma sede definitiva, na praia Formosa, localizada na Ilha das Moças em área já aterrada com os desmonte do Morro do Senado. Para facilitar o acesso à sede, os sócios do Vasco constroem uma ponte de madeira, para acesso dos remadores, além de um caminho de taboas para se andar em dias de chuva. A Ilha das Moças não existe mais, tendo sido aterrada com a conclusão do Porto do Rio de Janeiro. Próximo à Rodoviária Novo Rio. Já a praia Formosa fazia litoral com a atual rua Pedro Alves, naquele tempo aterrada e interligada com a Ilha das Moças, com o desmonte do Morro do Senado.

### Escolha das cores, símbolos e uniformes
O primeiro uniforme vascaíno foi escolhido em 6 de setembro, em uma reunião da diretoria do clube. Por proposta do então presidente-fundador, Francisco Gonçalves Couto Junior, o Vasco teve aprovado por unanimidade as suas primeiras vestimentas. Consta das atas da reunião que o uniforme seria composto por um boné de camisa preta com "pompão branco e preto", camisa preta com gola e larga faixa branca, tendo no peito metade sobre o branco e metade sobre o preto a Cruz de Malta encarnada. O cinto seria branco; o calção de "casimira preta", as meias pretas e os sapatos brancos, sendo o uso dos sapatos e meias "somente obrigatório por ocasião de regatas".
Segundo João Ernesto da Costa Ferreira, que foi diretor de Patrimônio Histórico do Vasco, "o negro representa o desconhecido dos mares, pelas quais passavam as grandes navegações";  já a faixa diagonal branca, de um canto ao outro, "representava a luminosa rota vitoriosa dessas grandes navegações portuguesas", conforme descrição poética de autoria do prof. Castro Filho, ex-presidente do clube. Por fim, a cruz simbolizava "a fé cristã, até porque muitos fundadores eram portugueses, vindos de uma nação essencialmente cristã". Já Mário Filho afirmou que a cor preta foi escolhida em detrimento da camisa branca, que era a preferida, por ser "mais econômica", já que "uma camisa preta parece limpa, mesmo se estiver suja".
Apesar de as atas afirmarem que o símbolo seria a Cruz de Malta, foi efetivamente a Cruz de Cristo a utilizada nos uniformes vascaínos. A utilização da Cruz de Cristo se deu em razão de sua ligação com o navegador Vasco da Gama e com as naus portuguesas: Vasco da Gama foi sagrado Cavaleiro da Ordem de Cristo, e as naus portuguesas envergavam em seus velas a Cruz de Cristo. Nas comemorações do IV centenário da descoberta do caminho marítimo para a Índia, a Cruz de Cristo passou a ser representada sem a cruz grega branca (ou vazada) em seu interior; nas representações coloridas, a cruz era mostrada, na maioria das vezes, na cor vermelha ou encarnada. Essa representação foi popularizada pelo pintor português Alfredo Roque Gameiro, em duas famosas obras sobre a partida da esquadra portuguesa e a chegada a Calicute.
Tais obras acabaram servindo de inspiração ao clube na escolha da cruz - daí a referência nas atas a "Cruz de Malta encarnada". Henrique Hübner, ex-Diretor do Centro de Memória do Vasco, afirma que que se trata de uma metonímia em razão de uma interpretação popular do termo "Cruz de Malta" como um apelido para todos os design heráldicos de cruzes páteas (cruzes de pontas abertas e iguais), como se dá, por exemplo, com os termos "Xerox", "Cotonete", "Gillette", dentre tantos. Segundo Hübner, há inúmeros exemplos publicados na imprensa em que, sem qualquer relação com o C.R. Vasco da Gama, a Cruz de Cristo (nome próprio) é designada como Cruz de Malta (apelido)".
Cruz de Portugal (nome próprio - símbolo nacional português)
Cruz pátea (design heráldico)
Com a tradição popular, a cruz de Malta acabou sendo associada ao Vasco desde a sua fundação, e o clube passou a ser chamado muitas vezes de cruzmaltino. O hino popular do Vasco, composto por Lamartine Babo, logo em seu início afirma "a Cruz de Malta é o meu pendão". Em 2010, o Vasco lançou uma terceira camisa que "corrigia a história", nos dizeres do clube, com a Cruz de Cristo.
Segundo Mário Filho, a faixa branca foi adotada já que era inconcebível a utilização da Cruz de Cristo sob um fundo preto. A solução, então, foi inserir uma faixa branca na altura da cruz. O primeiro uniforme vascaíno apresentava uma faixa horizontal, e não vertical. A tradicional faixa vertical só seria introduzida no ano seguinte. Em assembleia geral no dia 16 de julho de 1889, decidiu-se que a camisa seria "preta com larga lista branca a tiracolo"; em outras palavras, transversal. Não é verdadeira, portanto, a versão que o Vasco teria "copiado" ou se "inspirado" na camisa do argentino River Plate, já que adotara a faixa diagonal antes mesmo do time portenho ter sido fundado. Essa versão se iniciou com uma comparação feita pelo Jornal O Globo, e acabou se tornando popular, figurando inclusive por um tempo no site oficial do clube vascaíno. Outra mudança se deu na posição da cruz: no uniforme original, essa ficava metade entre o preto e metade entre o branco da camisa. Em novembro de 1988, no ofício de filiação à União de Regatas Fluminense, o clube dispôs que a cruz deveria ficar em posição central na faixa.
A faixa no uniforme vascaíno tradicionalmente parte do ombro esquerdo. Há, contudo, registro fotográfico de uma camisa com a faixa partindo do ombro direito, em 1900. Não há registros oficiais sobre essa camisa; Hübner teoriza que seria a camisa utilizada pelo patrão do barco, já que esse ficava em posição invertida em relação aos demais remadores, de modo que sua faixa inversa estaria em simetria com a faixa dos demais.
Quatro dias depois da reunião que decidiu os primeiros uniformes, foi aprovado por unanimidade de votos em assembleia geral a condição de imutabilidade do nome e das cores do Vasco. Dias depois dessa reunião, a flâmula, que geralmente ficava na polpa dos barcos, foi aprovada. Segundo a ata da reunião, a flâmula deveria ser  de seda preta, "com uma lista branca ao centro com uma cruz encarnada" e de medidas 50x10 c/m.

## Início no remo
Na sede provisória o Vasco montou uma escola para a prática de remo, a primeira na cidade do Rio. As aulas eram noturnas, no horário de sete às dez da noite. As aulas eram ministradas numa embarcação a quatro remos, que foi nomeada "Escola", e o trajeto da embarcação normalmente consistia num percurso entre a Ilha da Pombeba até o Arsenal da Marinha, na Ilha das Cobras, trajeto que era feito duas, três e até quatro vezes por dia. Segundo o Jornal A Noite, a criação da escola de remo fez com que o número de sócios do clube aumentasse consideravelmente.
Em 3 de novembro, o clube enviou à União de Regatas Fluminense pedido de filiação. Os primeiros barcos adquiridos pelo clube foram "Vera-Cruz", baleeira de 10 remos, "Volúvel", baleeira de seis remos, "Vaidosa", baleeira de 4 remos, outra baleeira de quatro remos e uma canoa de quatro remos, de nome "Zoca", além de uma baleeira de quatro remos em construção.
Já filiado à União de Regatas, a estreia do Vasco em competições oficiais ocorreu a 4 de junho de 1899, na enseada de Botafogo. Ali, a baleeira "Volúvel", de seis remos, venceu o primeiro páreo na categoria júnior, a primeira vitória do Vasco no remo. Em 24 de setembro de 1905, o clube conquistou o primeiro Campeonato Carioca de Remo, numa competição que contou com o presidente Rodrigues Alves entre os assistentes. Já no ano seguinte o Vasco sagrou-se bicampeão. Até 2012, o clube venceu o campeonato de remo um total de 46 vezes.
A estrutura dos clubes desportivos brasileiros da época se caracteriza pelo elitismo, uma vez que seus sócios eram geralmente oriundos da elite da zona sul carioca. O Vasco da Gama diferenciava-se destes clubes porque sua base era em grande parte formada por comerciantes e assalariados portugueses. Nesse contexto, é também destacável que em 1904 os sócios do Vasco, numa atitude inédita até então, elegeram um mulato para a presidência, Cândido José de Araújo, que foi reeleito para o cargo em 1905. O Vasco foi o primeiro clube esportivo do país a eleger um presidente "não branco". Foi durante a presidência de Araújo que o clube conquistou seu primeiro campeonato de remo.
O Vasco, para iniciar nas competições, comprou três barcos: Zoca, canoa de quatro remos; Vaidosa, baleeira de quatro remos; e Volúvel, baleeira de seis remos. Todas em madeira de cedro, ficavam guardadas numa garagem localizada na Travessa Maia, que mais tarde seria extinta dando lugar à Avenida Rio Branco. A estréia oficial em competições aconteceu no dia 13 de novembro de 1898.
A primeira vitória viria no ano seguinte, no dia 4 de junho de 1899, com Volúvel, na classe Novos, no páreo denominado Vasco da Gama, em homenagem ao clube. A guarnição vencedora era formada por Adriano Vieira (patrão), José Freitas, José Cunha, José Pereira, Joaquim Campos, Antônio Frazão e Carlos Rodrigues.
No mesmo ano o clube quase acabaria fechando devida a uma polêmica levantada pelo presidente Francisco Gonçalves do Couto Junior, que pretendia levar a sede para a Praia de Botafogo. Gonçalves acabaria renunciando e fundando o clube Clube de Regatas Guanabara, levando para este a maioria dos associados vascaínos. Francisco Gonçalves, contudo, acabaria voltando a presidência do Vasco em 1901.
Decidiu a Assembleia Geral do Vasco sair da Ilha das Moças e mudar sua sede para um imóvel junto ao Passeio Público, localizado na Travessa do Maia, n.º 15, ao lado dos demais centros náuticos. A sede vascaína era composta por dois barracões. O primeiro era destinado a secretaria, escola de ginástica e recepções, enquanto que o segundo barracão servia de garagem dos barcos. Essa sede funcionou até 1905, quando a área foi demolida pela Prefeitura do Rio, que realocou o Vasco na Rua Luiz de Vasconcellos, n.º 14, até sua transferência definitiva para a  sede da Rua Santa Luzia, em 1906.
O ano de 1900 foi um marco na histórica rivalidade com o Flamengo. No primeiro páreo da história do remo brasileiro, chamado 'Club de Regatas Flamengo', a embarcação vascaína Visão foi a vencedora. Ainda nesse ano houve a mudança para a primeira sede própria: um barracão na Ilha das Moças. A Ilha das Moças não existe mais, tendo sido aterrada com a conclusão da Avenida Francisco Bicalho. Hoje em seu lugar se encontra a Rodoviária Novo Rio.
No dia 18 de maio de 1902, uma tragédia: a baleeira Vascaína, de doze remos, comprada em 1900, que rumava a Icaraí, virou devido a uma forte ventania, morrendo afogados quatro remadores. Os nove remadores restantes ficaram a deriva por três horas na praia de Gragoatá, até que seus gritos de socorro foram ouvidos pelo menino Martins de Barros. Barros alertou os pescadores José Joaquim de Aguiar Moreno e Antônio Silveira, que foram ao auxílio dos sobreviventes em sua canoa de pesca. Devido ao tamanho reduzido da canoa, os náufragos tiveram que se deitar no fundo do barco, de bruços uns em cima dos outros; um dos remadores teve que se agarrar à proa da canoa. Pelo feito, Barros e os pescadores Moreno e Silveira foram condecorados por bravura, pelo representante do rei de Portugal, D. Carlos. Todos eles receberam títulos de sócios honorários do clube.
Faleceram os remadores Luís Ferreira de Carvalho, Teodorico Lopes, José Pinto e Lourenço Seguro, os dois primeiros comerciários e os últimos comerciantes. Luís Ferreira era um dos sócios fundadores do Vasco, e na época ocupava o cargo de 1.º secretário do clube. A missa de sétima dia dos remadores deu-se no dia 24 de maio, na Igreja da Candelária. O Jornal do Brasil, ao noticiar o evento, escreveu que o esporte náutico estava "de luto". Os clubes náuticos do Rio e Niterói hastearam sua bandeira a meio mastro em sinal de luto pela tragédia.
Desde o início, o Vasco se afirmou como um clube que romperia com a herança racista herdada dos tempos da escravidão. Já em 1904, os sócios do clube, numa atitude inédita até então nos clubes esportivos brasileiros, elegeram um mulato para a presidência, Cândido José de Araújo, que foi reeleito para o cargo em 1905.

### O primeiro título no Remo

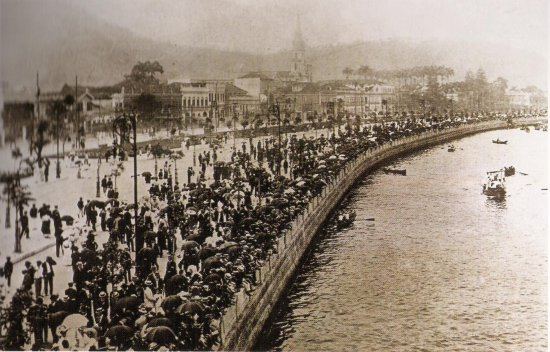
Público assiste ao Campeonato de Remo de 1905 na Praia de Botafogo.

Em 1905 o Vasco ganha seu primeiro campeonato de remo. O título inédito veio com cinco vitórias e dois segundo lugares, com os barcos Procellaria (três vitórias), Açor (uma vitória), Voga (uma vitória), Gladiador (uma segundo lugar) e Albatroz (um segundo lugar). O troféu foi dado pelo Presidente da República da época, Rodrigues Alves.
O jornal Gazeta de Notícias assim noticia o evento:
| “ | Cobriu-se de galas ontem o esporte náutico com a realização da regata do Campeonato do Rio de Janeiro do qual foi galhardamente vencedor o glorioso Club de Regatas Vasco da Gama, que viu seus esforços coroados com cinco brilhantes vitórias sendo pois o herói do dia vencendo os dois páreos mais importantes como o do Campeonato e o dedicado ao benemérito Dr. Francisco Pereira Passos. Para assistir ao importante certame concorreram tôdas classes sociais sendo belo e encantador o aspecto que apresentava a linda enseada da garbosa praia de Botafogo. (…) O Sr. Presidente da República com sua Exma. família, Cordeiro Graça, Gustavo Braga, Comissão da Canhoneira "PÁTRIA" canposta do 1º Ten. D. Lôbo e 2º Ten. Alvaro Rogan, General Pinheiro Machado, Contra-Almirante Alexandrino de Alencar compareceram à grandiosa festa náutica. Após a chegada do Sr. Presidente da República, Dr. Rodrigues Alves, que viajou no iate "SILVA JARDIM" até Botafogo, efetuou-se a cerimônia da inauguração do Pavilhão que a Prefeitura mandou construir para oferecer à Federação Brasileira das Sociedades do Remo, sendo o ato revestido da maior suntuosidade. | ” |

Os páreos disputados pelos barcos vascaínos foram os seguintes:
| Páreos                                          | Tipo             | Categoria | Distância | Barco       | Posição |
| ----------------------------------------------- | ---------------- | --------- | --------- | ----------- | ------- |
| 1º Páreo - Club de Regatas Botafogo             | Yoles a 2 remos  | Seniores  | 1000m     | Gladiador   | 2º      |
| 4º Páreo - C. F. C. Jardim Botânico             | Yoles a 4 remos  | Seniores  | 2000m     | Albatroz    | 2º      |
| 5º Páreo - Club de Regatas do Flamengo          | Yoles a 8 remos  | Juniores  | 2000m     | Procellaria | 1º      |
| 7º Páreo - Club de Regatas Boqueirão do Passeio | Canoas a 2 remos | Seniores  | 1000m     | Voga        | 1º      |
| 8º Páreo - Campeonato de Remo do Rio de Janeiro | Yoles a 8 remos  | Veteranos | 2000m     | Procellaria | 1º      |
| 10º Páreo - Dr. Francisco Pereira Passos        | Yoles a 4 remos  | Juniores  | 1000m     | Açor        | 1º      |
| 11º Páreo - Club de Regatas Vasco da Gama       | Yoles a 8 remos  | Seniores  | 2000m     | Procellaria | 1º      |

O clube ainda obteria o bicampeonato vencendo novamente o campeonato de remo em 1906. Já durante a década de 1910 o clube alcançaria o tricampeonato carioca nos anos de 1912, 1913 e 1914 e, posteriormente, o campeonato carioca de 1919. Com isso o Vasco iniciaria uma hegemonia centenária no remo carioca, tendo só sido batido como o maior campeão estadual uma vez em 110 anos.

## Ampliação
Na década de 1910, o Vasco começa a ampliar suas atividades e passa a disputar campeonatos de tiro esportivo. Nessa modalidade viria a conquistar diversos títulos durante toda a década.

## Futebol

#### Início nos anos 1910 e 1920: O pioneirismo contra o racismo no futebol

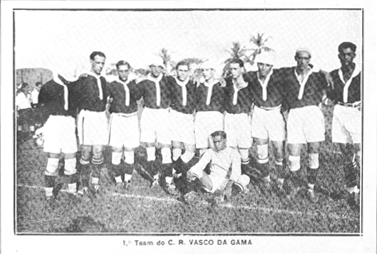
Foto de um dos primeiros times de futebol do Vasco

Na mesma década, o futebol começa a se popularizar na cidade do Rio de Janeiro e, em 1913, o Botafogo, que inaugurava o seu campo de General Severiano, trouxe como convidado um combinado português formado por jogadores dos clubes portugueses Sporting, Benfica e Sport Clube Império, numa partida em que os visitantes ganharam por 1 a 0. A vinda do combinado português animou a colônia lusitana no Rio de Janeiro, resultando na fundação de clubes portugueses dedicados ao futebol, como como o Centro Portuguez de Desportos, o Luso e o Lusitânia Sport Club.
Atento a essa movimentação, o presidente vascaíno da época, Raul da Silva Campos, ele próprio português, percebeu que o Vasco poderia reunir a colônia lusitana em torno do clube, criando assim uma enorme torcida cruzmaltina - recenseamento de 1920 mostrava que quase 20% da população carioca era portuguesa. Como o Vasco não tinha departamento de futebol, a ideia foi incorporar o departamento do Lusitânia Sport Club.
O Lusitânia era um clube restritivo, que só aceitava portugueses como sócios, o que o impedia de participar da Liga Metropolitana de Sports Athléticos. O Vasco, por outro lado, aceitava tanto portugueses como brasileiros como sócios. Um acordo entre os clubes celebrado a 26 de novembro de 1915 levou à incorporação do Lusitânia pelo Vasco, dando origem ao departamento de futebol do Vasco da Gama, apesar da oposição dos remadores vascaínos.
Com a incorporação do Lusitânia, o Vasco começou a se preparar para requerer a inscrição como sócio da Liga Metropolitana de Sports Athléticos. O prazo era curto: o clube precisava montar seu time e juntar a quantia necessária para o pedido até 10 de março, quando se encerrava o prazo de inscrição. Segundo Mário Filho, o time vascaíno foi montado com dois jogadores do Lusitânia e diversos "mulatos e pretos que o Vasco andou apanhando nas peladas, nos clubes pequenos, já feitos". O Vasco efetuou pedido de filiação à LMSA no dia 23 de fevereiro. No mesmo dia, em reunião da Liga, o pedido foi deferido e o Vasco declarado filiado à Liga Metropolitana, estando apto a disputar a 3ª divisão do Campeonato Carioca. Para se filiar à liga esportiva, o clube teve que fazer uma coleta entre seus associados para conseguir os 500 mil-réis necessários para se tornar membro.
Para os treinamentos da equipe, o Vasco se utilizava de campo na extinta Praia do Russel. A Praia do Russel era uma continuação da Praia do Flamengo, localizada em frente ao Hotel Glória, tendo desaparecido com a criação do Aterro do Flamengo na década de 1960. Já para as partidas oficiais foi alugado o Estádio de General Severiano, do Botafogo. O primeiro amistoso disputado pela equipe vascaína foi contra o Clube de Regatas Boqueirão do Passeio, time da 2ª Divisão da Liga Metropolitana. A partida, realizada em 25 de fevereiro, terminou em 8-0 para o Boqueirão. O Vasco ainda realizou amistosos contra o Cattete Football Club (2º Divisão), partida que terminou empatada, e o Parc Royal Foot-Ball Club (3ª Divisão), com vitória cruzmaltina de 2-1.
A estreia vascaína no campeonato carioca se deu em 3 de maio de 1916, em General Severiano, contra o Paladino Foot-Ball Club. O Vasco perdeu a partida por 10-1. O gol vascaíno foi marcado pelo português Adão Antonio Brandão, atleta polivalente que disputou ainda outras modalidades pelo Vasco. Brandão viria a se tornar benemérito do clube, e tem seu nome estampado na sala de imprensa do Vasco. O início cruzmaltino no torneio estadual foi desastroso: o Vasco ainda perderia de 9-0 para o Sport Club Brasil, em sua segunda partida, e de 4-0 para a Associação Athletica Icarahy, totalizando 19 gols sofridos e apenas 1 gol marcado nas primeiras três partidas. O elenco apresentou melhora após a terceira partida, sofrendo apenas 9 gols nas outras sete partidas. Essa melhora, contudo, não foi suficiente para evitar que o Vasco terminasse o campeonato na última colocação. Foram 10 jogos, com 9 derrotas e 1 vitória, com 10 gols marcados e 32 sofridos. Ao final da competição, o volante João Lamego foi escolhido para a seleção do campeonato, e o meia direito  Victorino  Silva foi escolhido para a reserva da seleção.
Apesar de ter terminado o torneio na última colocação, uma reformulação nos quadros da Liga Metropolitana - que passou a se chamar Liga Metropolitana de  Desportos Terrestres (LMDT) - permitiu ao Vasco ascender à 2ª Divisão em 1917. O Vasco passou seis anos na 2ª Divisão, até vencê-la e conseguir o acesso à 1ª Divisão, em 1922.

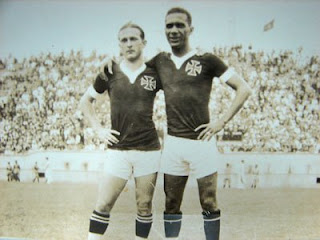
Itália e Fausto, destaques em São Januário.

Em 1919, o Vasco passou a buscar jogadores nos subúrbios cariocas, incorporando aos seus quadros jogadores de qualquer origem étnica, com a condição que soubessem jogar futebol. A base do time de 1919 foi buscada no Engenho de Dentro Atlético Clube, que era o principal clube do Campeonato Suburbano do Rio de Janeiro de Futebol, competição realizada entre times do subúrbio carioca.  O Engenho de Dentro era o atual campeão do Campeonato Suburbano, que vencera também em 1916 e 1917.[carece de fontes?] Quatro jogadores do Engenho foram contratados pelo Vasco, incluindo Esquerdinha, eleito pelos leitores do jornal Gazeta Suburbana como o melhor jogador da liga suburbana.
A ida desses jogadores do Vasco foi criticada pelo jornal Gazeta Suburbana. Quando do Torneio Início, competição na qual tais jogadores pela primeira vez se apresentaram com a camisa do Vasco, o jornal se mostrou incrédulo, questionando se os atletas abandonariam "seu glorioso clube para jogar por um clube estranho a eles, como é o Vasco". O periódico ainda ironizou a situação: em afirmação irônica, publicou que "DIZEM... que o Vasco pretende comprar o Engenho de Dentro". Na mesma edição, o jornal acusou Aquiles Pederneiras, jogador do Engenho, de incentivar os demais jogadores do clube a irem para o Vasco. A acusação foi reforçada na edição seguinte: uma carta enviada ao jornal acusava o jogador de atuar como "diretor esportivo do Vasco", "seduzindo" os atletas do Engenho para irem ao Vasco e prometendo "o que não tem competência para dar". Contextualizando a carta, o jornal menciona o "profissionalismo mascarado", acusando implicitamente o Vasco de oferecer salários aos jogadores do Engenho, prática que na época era proibida - imperava o amadorismo no futebol carioca. Uma semana depois, o o jornal sugeriu que o Vasco teria pago aos jogadores o valor de dez contos (10:000$), quantia que segundo o historiador João Manuel Casquinha seria "altíssima" e impossível de se confirmar.
Com o reforço de jogadores da liga suburbana, o Vasco passou a ser chamado pela imprensa de "scratch da  Liga  Suburbana", e apontado como o favorito ao título. O Vasco chegou a liderar o campeonato, mas acabou tendo um desempenho fraco na reta final: apenas uma vitória nos últimos cinco jogos do campeonato, o que acabou por lhe valer a quinta colocação. Em 1920, o Vasco manteve a base do time de 1919, com algumas contratações, com destaque para a vinda de Jayme Fructuoso, que atuava pelo Andarahy, time da 1ª divisão. Era a primeira vez que o Vasco conseguia se reforçar com um jogador da 1ª divisão. A equipe do Vasco era apontada pela imprensa como a mais forte da 2ª divisão, junto com o elenco do Carioca Esporte Clube, que era o atual campeão. Vasco e Carioca terminaram o campeonato no topo da tabela, e foi marcada uma partida entre os times para decidir quem subiria à 1ª Divisão. O Carioca acabou se sagrando o vencedor, por 2-0.
Em 1922, o Vasco decidiu apostar também em jogadores que já atuavam na 1ª divisão. Foram contratados Albanito Nascimento e Claudionor Correa, do Bangu, e Braulio, do Andarahy. Do subúrbio, veio Paschoal, do S.C. Rio de Janeiro, da 2ª Divisão. Com esse elenco, o time conseguiu o primeiro título ao ganhar a série B da Primeira Divisão, o que lhe abriu a possibilidade de jogar na Primeira Divisão da Liga Metropolitana de Desportos Terrestres (LMDT). A campanha do clube, com onze vitórias, dois empates e uma derrota, foi classificada pelo Jornal Correio de Manhã como "brilhante". A partida final se deu contra o Palmeiras Atlético Clube, com vitória cruzmaltina por cinco gols a zero.
No início de 1923, a atuação do Vasco no Torneio Início do Campeonato Carioca foi polêmica, marcada pela agressão dos jogadores Negrito e Bolão ao juiz da partida contra o Mackenzie. Segundo o jornal Correio da Manhã, o árbitro também foi vaiado pelos torcedores. O ocorrido, segundo o jornal, comprometia "o bom nome do clube". O Vasco venceu a primeira partida contra o São Christóvão por 2-0, e foi eliminado do Torneio ao perder do Mackenzie por 2-1.
Apesar de haver outros times com jogadores destas características (por exemplo o Bangu), essa era a primeira vez que os times mais elitistas da cidade eram incomodados por um time da periferia. De fato, a equipe campeã de 1923 era integrada por vários jogadores negros, como o chofer de táxi Nelson da Conceição, o estivador Nicolino, o pintor de parede Ceci e o motorista de caminhão Bolão, além de quatro brancos analfabetos.

Os clubes da "elite" não suportaram ver seus times sendo derrotados por um time formado por negros e pobres, e que nem estádio possuía. Vieram as acusações de falta de profissionalismo e a alegação de que analfabetos não poderiam atuar. Assim, o Vasco pagava a professores para ensinar seus jogadores a assinar a súmula das partidas.

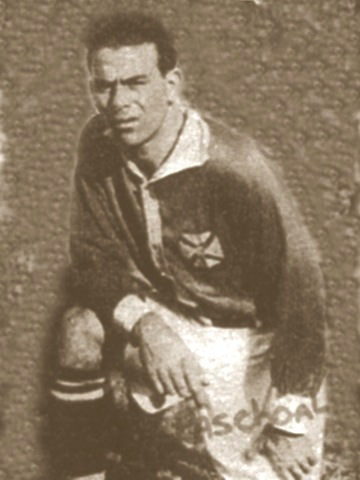
Paschoal, atacante do Vasco entre 1922 e 1932.

Mesmo lutando contra os clubes unidos contra ele, o Vasco venceu o America e o Fluminense, conquistando o campeonato, em seu ano de estreia na primeira divisão, no dia 12 de agosto de 1923, deixando o Clube de Regatas Flamengo, na segunda colocação, o que acabou marcando significativamente a história do clube, do Rio de Janeiro e do Brasil, por ser o primeiro do Clube em uma campanha com integrantes afrodescendentes, pobres e operários a ser campeão. Rui Proença, português de nascimento e radicado no Rio, identifica o fato como uma verdadeira revolução, enfatizando os preconceitos e dificuldades inicialmente encontrados pelo Vasco, associando-se ao fato de o Flamengo, o Fluminense e o Botafogo não permitirem a entrada de negros em seus clubes. O autor conclui que o clube representaria o congraçamento entre negros e portugueses, grupos discriminados que, unidos, fizeram o Vasco.
As derrotas sofridas para o Vasco ao longo da competição eram inadmissíveis para os adversários, que logo começaram a alegar que o quadro de atletas cruzmaltinos era formado por pessoas de "profissão duvidosa" e que o clube não possuía um estádio a fim de excluí-lo do campeonato. Na época o campinho do Vasco, localizado à rua Moraes e Silva, 261, na Tijuca, só servia para treinos.
Os camisas pretas - apelidado dado aos jogadores vascaínos por causa do seu uniforme - foram ganhando partida por partida, sempre virando o placar no segundo tempo, devido ao ótimo preparo físico dos jogadores, até ganhar o campeonato. Esse preparo físico foi ressaltado pelo Jornal do Brasil na vitória vascaína sobre o Fluminense, por 2 a 1: segundo o jornal, a vitória cruzmaltina se deu em razão do "estado de treino" vascaíno, que lhe assegurava "uma ressistência para mais de quatro half-times".
A vitória cruzmaltina sobre o Fluminense deixou a equipe vascaína muito perto do título, abrindo 7 pontos de vantagem sobre o segundo colocado, o Flamengo, faltando dois jogos para o Vasco e quatro para o Flamengo. Como na época a vitória valia dois pontos, e não três como atualmente, o Vasco só não seria campeão se fosse derrotado em seus dois próximos jogos e o Flamengo ganhasse suas últimas quatro partidas. A improbabilidade desse conjunto de resultados levou o jornal O Paiz a decretar o Vasco como campeão, não obstante os jogos ainda restantes.
A derrota tricolor causou polêmica na imprensa desportiva da época: o jornal Correio da Manhã acusou a equipe tricolor de perder propositalmente a partida, para prejudicar o rival Flamengo. Segundo o Correio da Manhã, o Fluminense "tinha de perder porque isso estava decretado", e que o clube "não perde a oportunidade de fazer uma careta para o vizinho da direita". O vizinho da direita se referia ao Flamengo, já que na época a equipe rubro-negra atuava no Estádio da Rua Paysandu, localizado no bairro das Laranjeiras, muito próximo ao estádio tricolor. Ainda em tom acusatório, o jornal afirmou que o Fluminense "não trepidou em facilitar" a tarefa do Vasco.  Ao descrever a partida, o jornal ressaltou o amplo domínio vascaíno durante toda a partida, afirmando que jamais fora presenciado "tamanha pressão, tamanha fraqueza de um team ante o poder inconteste do inimigo". Segundo o periódico, o Fluminense "outra coisa não fez que recuar, recuar sempre", e que o Vasco exerceu "domínio pavoroso", classificando a partida como "uma brincadeira do princípio ao fim". O artigo foi concluído com a afirmação de que o jogo "não foi bom nem emocionante", caracterizado pela "monotomia" e pelo domínio vascaíno. Já o jornal O Paiz apresentou cenário bem diverso: o periódico classificou o encontro de "brilhante", de "realce extraordinário e de um desenrolar empolgante". O Paiz não concordou com a análise feita pelo Correio da Manhã da atuação tricolor: apontou que ambas as equipes "lutaram de maneira titânica", e que o Fluminense não desanimou ante o primeiro gol vascaíno, e que o primeiro tempo foi equilibrado e "com lances emocionantes".

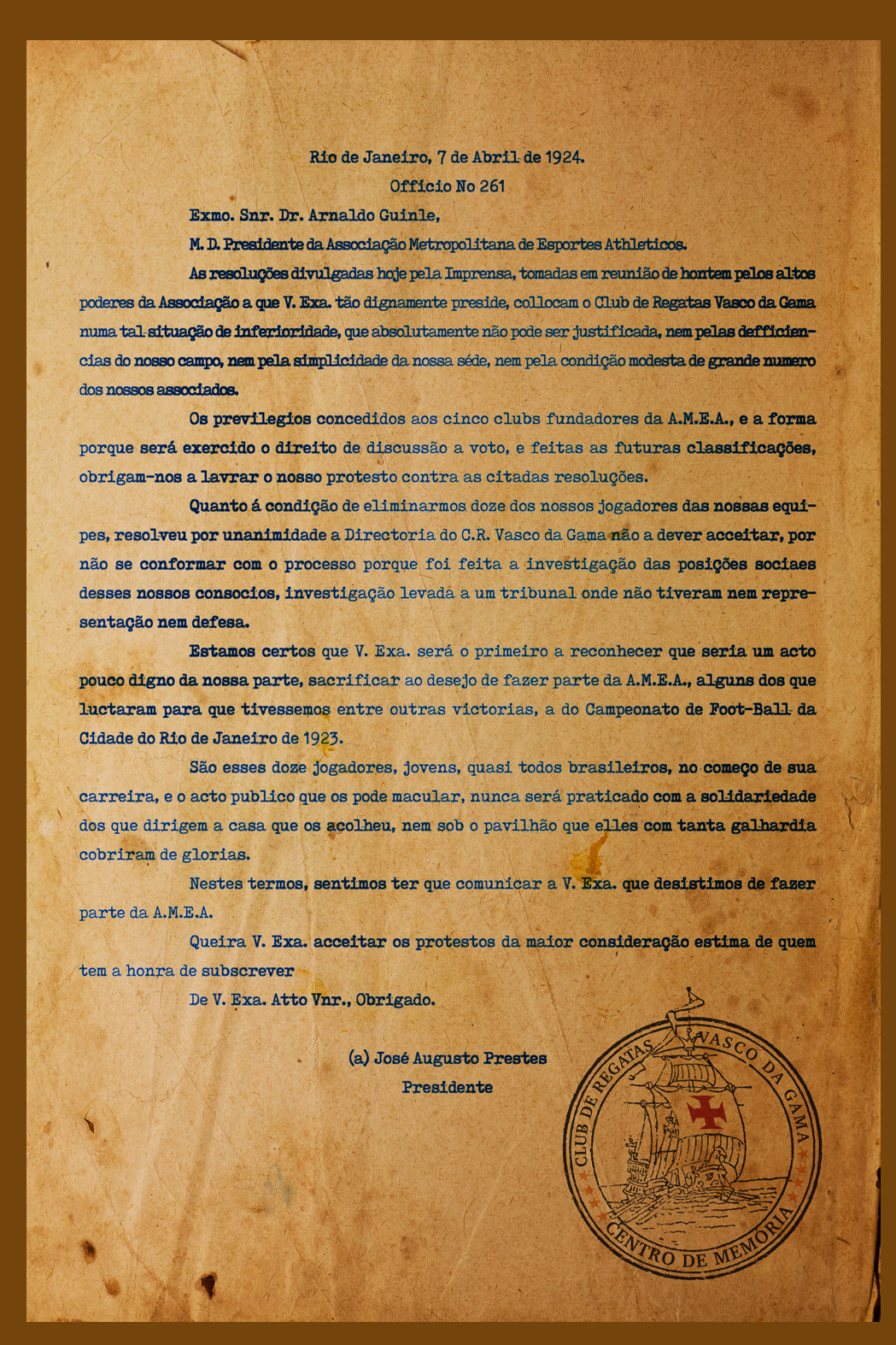
Resposta Histórica, símbolo da luta antirracista do Vasco da Gama.

O já esperado título carioca veio em 12 de agosto, na vitória por 3 a 2 contra o São Cristóvão, no estádio de General Severiano, que teve a capacidade máxima preenchida. A vitória foi conquistada com uma virada, como era de praxe para o time cruzmaltino naquela temporada; o Vasco chegou a estar perdendo de 2 a 0, tendo feito três gols no segundo tempo. A virada foi classificada como "maravilhosa" pelo jornal A Noite; tanto o jornal a Noite quanto o Jornal do Brasil elogiaram a partida, afirmando que a disputa fora "magnífica" e "cheia de bons lances" (A Noite), bem como um "jogo bem disputado" e de "proporções extraordinárias" (Jornal do Brasil). A conquista do campeonato pelo Vasco foi elogiada pelo Jornal do Brasil: o periódico escreveu que o Vasco venceu "brilhantemente" a 1ª Divisão, e que o clube deveria se orgulhar da "carreira lindíssima que fez na principal série da divisão da cidade". Após o término do Carioca, três jogadores vascaínos foram convocados para jogar o Sul-Americano de 1923 pela seleção brasileira: Nélson (goleiro), Torterolli (meia-direita) e Paschoal (ponta-direita).
Após a tentativa fracassada de ver o Vasco da Gama fora da competição em 1923, os clubes da zona sul (área de elite da cidade do Rio de Janeiro), Botafogo, Flamengo, Fluminense e alguns outros clubes encontraram a solução para se verem livres dos vascaínos no ano seguinte. Assim, se uniram, abandonaram a Liga Metropolitana de Desportos Terrestres (LMDT) e fundaram a Associação Metropolitana de Esportes Athleticos (AMEA), deixando de fora o Vasco, que só poderia se filiar à nova entidade caso dispensasse doze de seus atletas (todos negros) sob a acusação de que teriam "profissão duvidosa". Diante da situação imposta, em 1924, o presidente do Club de Regatas Vasco da Gama, José Augusto Prestes, enviou uma carta à AMEA, que veio a ser conhecida como a "Resposta Histórica", recusando-se a se submeter à condição imposta e desistindo de filiar-se à AMEA. A carta entrou para a história como marco da luta contra o racismo no futebol.
| “ | Rio de Janeiro, 7 de Abril de 1924. Ofício nr. 261 Exmo. Sr. Dr. Arnaldo Guinle M.D. Presidente da Associação Metropolitana de Esportes Atléticos As resoluções divulgadas hoje pela imprensa, tomadas em reunião de ontem pelos altos poderes da Associação a que V.Exa tão dignamente preside, colocam o Club de Regatas Vasco da Gama numa tal situação de inferioridade, que absolutamente não pode ser justificada nem pela deficiência do nosso campo, nem pela simplicidade da nossa sede, nem pela condição modesta de grande número dos nossos associados. Os privilégios concedidos aos cinco clubes fundadores da AMEA e a forma por que será exercido o direito de discussão e voto, e feitas as futuras classificações, obrigam-nos a lavrar o nosso protesto contra as citadas resoluções. Quanto à condição de eliminarmos doze (12) dos nossos jogadores das nossas equipes, resolve por unanimidade a diretoria do Club de Regatas Vasco da Gama não a dever aceitar, por não se conformar com o processo por que foi feita a investigação das posições sociais desses nossos consócios, investigações levadas a um tribunal onde não tiveram nem representação nem defesa. Estamos certos que V.Exa. será o primeiro a reconhecer que seria um ato pouco digno da nossa parte sacrificar ao desejo de filiar-se à AMEA alguns dos que lutaram para que tivéssemos entre outras vitórias a do campeonato de futebol da cidade do Rio de Janeiro de 1923. São esses doze jogadores jovens, quase todos brasileiros, no começo de sua carreira e o ato público que os pode macular nunca será praticado com a solidariedade dos que dirigem a casa que os acolheu, nem sob o pavilhão que eles, com tanta galhardia, cobriram de glórias. Nestes termos, sentimos ter que comunicar a V.Exa. que desistimos de fazer parte da AMEA. Queira V.Exa. aceitar os protestos de consideração e estima de quem tem a honra de se subscrever, de V.Exa. At. Vnr. Obrigado. (a) Dr. José Augusto Prestes. Presidente. | ” |

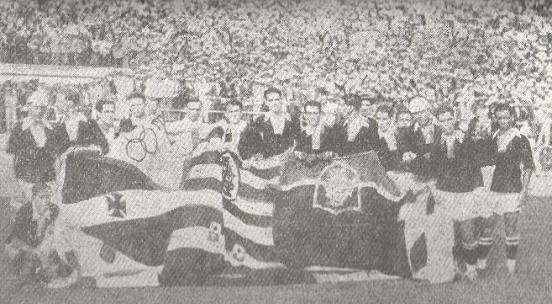
Elenco vascaíno em comemoração a inclusão do clube na AMEA em 1927. As bandeiras são dos dez times filiados a federação na época

Desta forma em 1924 foram disputados dois campeonatos em paralelo, sendo o da LMDT vencido de forma invicta pelo Vasco, conquistando assim o bicampeonato estadual.
No ano seguinte, o clube venceu as resistências da AMEA, conseguiu integrar-se à entidade e voltou a disputar o campeonato contra os grandes times sob a condição de disputar seus jogos no campo do Andarahy. Apesar disso, o Vasco decidiu construir o seu próprio estádio, para acabar com qualquer exigência. O local escolhido para a construção foi a chácara de São Januário, que fora um presente de Dom Pedro I à Marquesa de Santos.

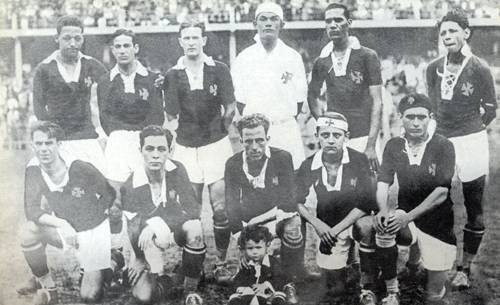
1929: Tinoco, Brilhante, Itália, Jaguaré, Fausto e Mola; Paschoal, Oitenta-e-Quatro, Russinho, Mário Mattos e Santana.

Em 1926 o Clube conquista seu primeiro Torneios Início do Rio de Janeiro e repetindo o feito em 1929.
Em 21 de abril de 1927, o Vasco da Gama inaugurava o Estádio de São Januário e até 1930, quando da inauguração do Estádio Centenário em Montevidéu (para a primeira Copa do Mundo), era o maior das Américas. Até 1940, quando da inauguração do Pacaembu em São Paulo, o estádio era o maior do Brasil, e até 1950, na inauguração do Maracanã, era o maior do Rio de Janeiro. O estádio foi construído em dez meses e com dinheiro arrecadado através da 'Campanha dos dez mil' que recebia donativos de torcedores de toda a cidade. Dois anos depois seria inaugurada a sua iluminação, passando a ser o único clube do país com um estádio em condições de sediar jogos noturnos.
Em 1929 além do Torneio Início, o Vasco ganha seu terceiro Campeonato Carioca de Futebol em 7 anos de elite.

### Os anos 1930
No primeiro Campeonato Carioca de Futebol da década, o Vasco acabou sendo tirado da disputa pelo título num jogo contra o Syrio e Libanez, do zagueiro Aragão, que usou uma chuteira com chapas de aço no bico. Apesar do fato ter sido descoberto, o jogo não foi impugnado e os camisas pretas ficaram de fora da disputa pela taça.

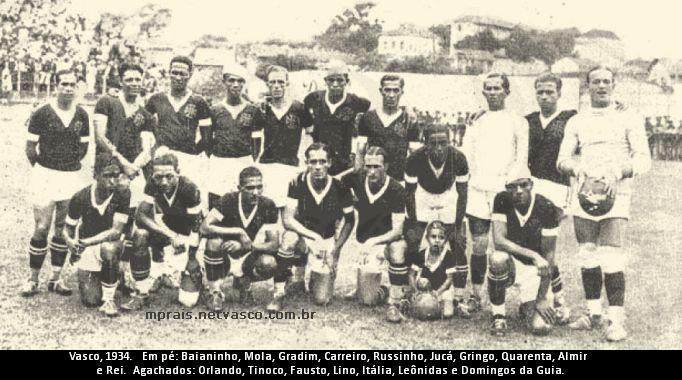
1934: Baianinho, Mola, Gradim, Carreiro, Russinho, Jucá, Gringo, Quarenta, Almir e Rei; Orlando, Tinoco, Fausto, Lino, Itália, Leônidas e Domingos da Guia.

 Para compensar os vascaínos, naquele ano o time impôs a maior goleada já sofrida pelo Fluminense: 6 a 0.
No segundo semestre, o Vasco enfrentou em seu estádio a equipe argentina do Huracán, vencendo a partida por 5x1. A vitória foi classificada pelo jornal A Noite como um "lindo triunfo" e "uma das mais brilhantes conquistas internacionais" do clube.
Em 1931, o Vasco iniciou a temporada apontado pela imprensa como o favorito ao título de campeão carioca. No entanto, na última rodada, com um ponto de vantagem sobre o America, o time perdeu de 3 a 0 para o Botafogo, enquanto o America vencia por 3 a 1 o Bonsucesso, garantindo a taça. Neste campeonato, mais uma goleada histórica: 7x0 sobre o rival Flamengo, uma das maiores goleadas já sofridas pelo rubro-negro. A superioridade vascaína durante todo o jogo foi tamanha que o Jornal dos Sports comparou o confronto a um "treino", afirmando que o Vasco "não fez esforço superior ao de um exercício", e que os jogadores vascaínos se mostraram displicentes e pouco interessados na partida, "em face da fraqueza dos adversários". Para o jornal, a impressão era de que se tratava de uma disputa entre uma equipe da 1ª divisão e um "concorrente fraco de série inferior".
Depois do campeonato, o Vasco se tornou o segundo time brasileiro a ser convidado para uma excursão internacional (o Paulistano foi o primeiro). Os países eram Espanha e Portugal. Foram 12 partidas, oito vitórias, um empate e três derrotas, sendo marcados 45 gols pró e 18 contra.

As consequências da bela exibição vieram logo após: Fausto e Jaguaré foram contratados pelo Barcelona, um dos times que jogaram contra o Vasco.

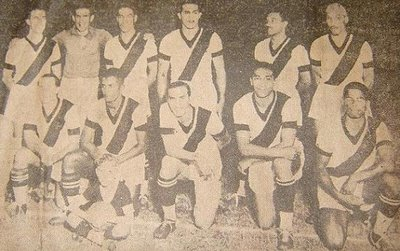
1938: Poroto, Rei, Zé Luiz, Calocero, Rapha e Zarzur; Lindo, Alfredo I, Niginho, Feitiço e Luna.

Em 1933, uma velha polêmica voltava a se acender no país: a discussão sobre o profissionalismo do esporte. A Confederação Brasileira de Desportos (CBD), atual CBF), defendia o amadorismo, enquanto a maioria dos clubes insistia na profissionalização. Por causa dessas divergências, foi criada a Liga Carioca de Futebol. A única exceção entre os grandes foi o Botafogo, que decidiu continuar na AMEA. No mesmo ano Vasco e America realizaram a primeira partida profissional do Estado do Rio de Janeiro e a segunda do país, com vitória vascaína por 2 a 1. O autor do primeiro gol profissional do estado foi marcado por Francisco de Souza Ferreira, mais conhecido como Gradim, que mais tarde viria a ser técnico do Vasco e também o responsável pela vinda de Roberto Dinamite, maior ídolo vascaíno, as categorias de base do clube.
Em 1934, o Vasco, com um elenco cheio de craques, como Leônidas da Silva, Domingos da Guia, Fausto (voltando do Barcelona), Itália e outros, ganhou novamente o Carioca. O fato de maior importância naquele ano, porém, foi outro.
Por causa de uma briga com o Flamengo, o Vasco abandonou a liga e criou com o Botafogo a Federação Metropolitana de Desportos (FMD). Ironia que, o time que tanta lutara para a profissionalização do esporte, mudasse de lado e apoiasse a nova liga, que era filiada à CBD, defendedora do amadorismo.
A reconciliação entre os clubes cariocas só ocorreria em 1937 quando, graças a iniciativa de Pedro Pereira Novaes e Pedro Magalhães Corrêa, respectivamente presidentes de Vasco e America, foi criada a Liga de Football do Rio de Janeiro, unindo todos os clubes cariocas. Para comemorar o fato, os dois times se enfrentaram dentro de campo no dia 31 de Julho, com renda recorde. Por esse fato o jogo entre os dois passou a ser chamado de "Clássico da Paz".

### Anos 1940: Era Vargas e o Expresso da Vitória
Durante a gestão do presidente Getúlio Vargas, o mesmo costumava realizar no Estádio de São Januário, então o maior do Rio de Janeiro, seus principais discursos.

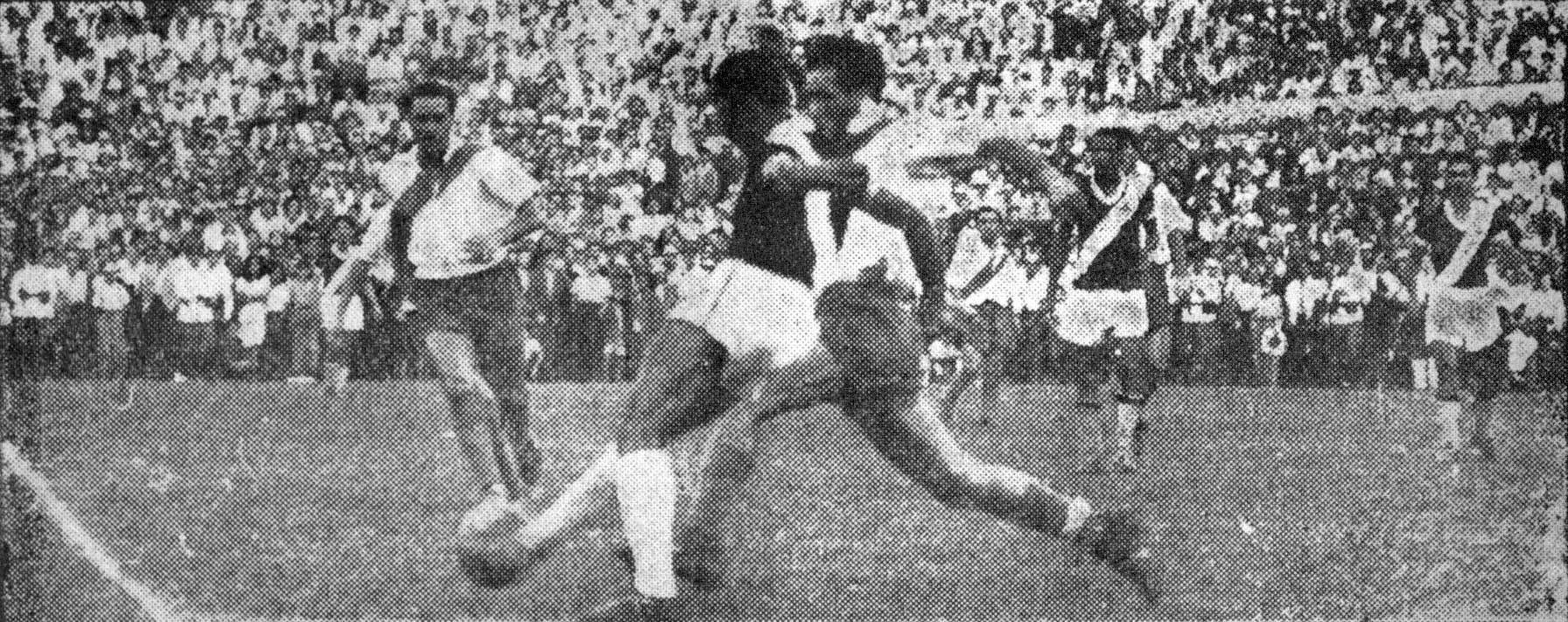
Expresso da Vitória campeão invicto sobre o River Plate, tornando-se o primeiro campeão da América do Sul.

 No ano de 1940, o Vasco conquistou a Taça Luís Aranha, disputada com o San Lorenzo e o Independiente, ambos da Argentina. Depois desse título, o time passou um considerável tempo sem conquistar nada, até a formação de um grande time: o "Expresso da Vitória", uma equipe quase imbatível na época. Tamanho foi seu sucesso, que o Vasco utilizou um time B, chamado Expressinho, para excursionar pelo Brasil. O apelido teria surgido em um programa de calouros da Rádio Nacional, onde um calouro dedicou sua música ao clube e o chamou por esse apelido.
O Expresso começou a se formar quando a diretoria contratou o técnico uruguaio Ondino Vieira para acabar com o jejum de títulos. Vieira chamou para o elenco vascaíno jovens e desconhecidos jogadores, como Augusto, Eli, Danilo, Ademir, Lelé, Isaías e Jair. Com esses, foi formado a base do Expresso. O Vasco então voltou a conseguir resultados expressivos.
Em 1944 venceu o Torneio Relâmpago superando os cinco grandes da época (Flamengo, Fluminense, América e Botafogo). Em seguida, ganhou o Torneio Municipal, contra os mesmo clubes e outros do Rio de Janeiro. No Carioca do ano seguinte, um verdadeiro show. Diversas goleadas (como os 9 a 0 no Bonsucesso, maior goleada do campeonato) e um empate em 2 a 2 com o Flamengo foram suficientes para o título invicto.
Em 1946, uma grave perda: Ademir ira para o Fluminense. E como Gentil Cardoso, técnico tricolor falara, "Dêem-me Ademir que lhes dou o campeonato", o Fluminense realmente ficou com o Carioca daquele ano. Para compensar os vascaínos, o clube conquistou novamente o Torneio Relâmpago e o Torneio Municipal.
Em 1947, o Vasco formou um ataque de espantar: Djalma, Maneca, Friaça, Lelé e Chico. Foram 40 gols em apenas 10 partidas, e 68 no total, em vinte partidas. O time também impôs a maior goleada da fase profissional do futebol carioca: 14 a 1 no Canto do Rio. O Vasco ficou então novamente o título invicto, sete pontos à frente do segundo colocado, o Botafogo.
Em 1948, Ademir voltava ao time. Neste ano o Vasco foi convidado a participar, como campeão estadual, do Campeonato Sul-Americano de Campeões. Além do Vasco, estavam lá grandes potências da época, como o temido River Plate de Di Stéfano, apelidado na Argentina de La Maquina (A Máquina) e favorito ao título, além de Nacional do Uruguai e Colo-Colo do Chile.
Depois de quatro vitórias e um empate, o último jogo seria contra o River Plate. Um empate bastaria para o Vasco, que não tinha Ademir, que se machucara no primeiro jogo do torneio. Foi uma partida nervosa. O goleiro Barbosa brilhou mais uma vez, defendendo um pênalti do argentino Labruna no final da partida. O juiz ainda anulou no primeiro tempo um gol legítimo vascaíno. Partida terminada, o Vasco empatava em 0 a 0 e era campeão Sul-Americano, o maior título do clube até a conquista da Libertadores em 1998.
Em 1949, o Vasco contratou o atacante Heleno de Freitas, que voltava ao Brasil após uma temporada de pouco destaque no Boca Juniors. Em maio, a equipe enfrentou o o clube inglês Arsenal, em partida de muita expectativa na capital. O Arsenal tinha sido o campeão inglês no ano anterior, e se acreditava na época que jogava um futebol de nível ainda não alcançado pelas equipes brasileiras. Os resultados em solo brasileiro pareciam confirmar isso: foram três partidas, com dois vitórias londrinas e um empate, sendo uma dessas vitórias uma sonora goleada de 5 a 1 sobre o Fluminense.
A partida foi cercada de expectativa, pela importância do Arsenal - o jornal O Globo chegou a afirmar que a equipe tinha sido "o maior team que havia visitado o Brasil em todos os tempos", enquanto o jornal A Noite afirmou que a equipe londrina era "o team mais famoso do mundo - e pelo fato que o Vasco era considerado a melhor equipe do Rio de Janeiro, e uma das melhores do Brasil. A disputa, ocorrida no Estádio de São Januário, teve a presença do Vice-Presidente da República, Nereu Ramos, na época Presidente em exercício, bem como o Embaixador e Embaxatriz da Grã-Bretanha, e público estimado em 60 mil pessoas, até hoje recorde não oficial do estádio. Segundo o Jornal A Noite, "fora e dentro do estádio imperou a confusão", sendo os portões do estádio arrombados. A renda obtida com o público foi a maior registrada no Brasil e na América do Sul na época.

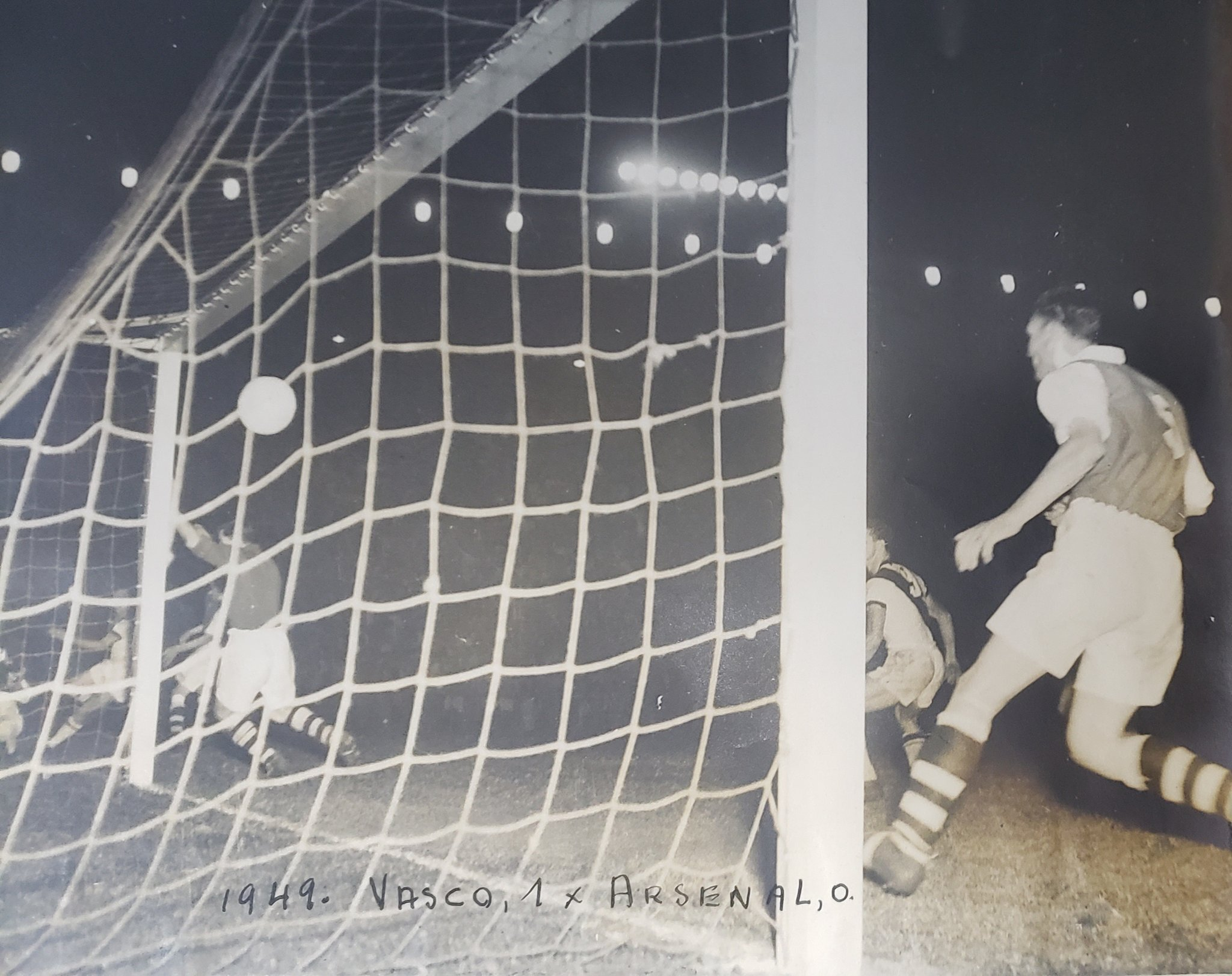
Registro do momento do gol vascaíno contra o Arsenal

O Vasco ganhou a partida por 1 a 0, e teve atuação elogiada pelo técnico inglês, Tom Whittaker, que afirmou que "o Vasco é um team que muito honra o alto padrão do futebol brasileiro, sem dúvidas um dos mais brilhantes do mundo". A vitória vascaína foi muito celebrada pela imprensa brasileira. O Jornal A Noite noticiou que o Vasco, "consagrado em tantas pugnas internacionais, em gramados nacionais e estrangeiros (...) demoliu a fortaleza", em referência ao setor defensivo do Arsenal, afirmando que a equipe atuara "magnificamente, como jamais havíamos presenciado". O periódico classificou a vitória como um "feito extraordinário (...) suplantando os mestres do football", apontando ainda que a partida marcara uma "página inesquecível" do futebol brasileiro. Já o jornal O Fluminense chamou a noite de "memorável" e o Vasco de "conservador glorioso das tradições do futebol brasileiro". Para o Jornal o Globo, "foi o maior espetáculo esportivo realizado no Rio até hoje".
Ao final do ano, o Vasco se sagrou campeão carioca, com uma série de goleadas. Foram 84 gols em vinte partidas, um recorde para a época. O grande rival Flamengo, que desde 1944 não ganhava do Vasco, voltou a sofrer com o time da colina. Em plena Gávea os rubro negros fizeram 2 a 0 e já davam como certa a vitória. O Vasco, porém, voltou arrasador no segundo tempo e virou o placar para 5 a 2. No final, mais um título invicto, o quarto do Vasco.

### A tragédia de 50 e o desmanche do Expresso
Em 1950, ano de Copa do Mundo, o Brasil se preparava para um esperado primeiro título mundial. O Vasco tinha ampla presença na seleção, a começar pelo técnico brasileiro: Flávio Costa, também técnico vascaíno. Do time titular, cinco jogavam no Vasco: Barbosa, Augusto, Danilo, Chico e Ademir. O fato acabou rendendo muitas críticas a Flávio Costa, que foi acusado de favorecer os jogadores do Vasco em detrimento dos demais na escalação da seleção.
Contudo, a 16 de Julho, era o Uruguai a tornar-se campeão. Um silêncio tumular se abatia sobre o Maracanã. Mais tarde, um jogador vascaíno acabou virando o bode expiatório da derrota: o goleiro Barbosa. Tendo falhado no primeiro gol (umas das poucas falhas graves de sua carreira) e, acredita-se, principalmente pelo fato de ser negro, Barbosa acabou sendo apontando pelo povo e pela crítica como o principal culpado pelo resultado.
Mas Barbosa, mesmo abatido, continuou. E levou o Vasco a mais um título carioca em 50. Logo na estreia, um 6 a 0 sobre o São Cristóvão. Mais algumas goleadas, como o 7 a 2 no Bonsucesso e o 7 a 0 no Canto do Rio, e na final, contra o América, uma vitória de 2 a 1 e o troféu para casa.
Em 1951 o Expresso começou a dar sinais de cansaço. O time não passou de um sétimo lugar no Torneio Rio-São Paulo e de um quinto no Carioca.
No ano seguinte deu-se a volta por cima. Com o técnico Gentil Cardoso, o Vasco chegou ao vice no Rio-São Paulo e venceu novamente o Carioca por antecipação, derrotando o Bangu por 2 a 1. Nessa partida estreou o sucessor de Ademir no ataque: Vavá, que ficaria conhecido como o Leão da Copa em 1962.
Terminava assim o Expresso da Vitória, até hoje considerado o maior elenco da história vascaína.

##### Mais conquistas pós-Expresso da Vitória
Em 1953, era hora de renovação, e craques como Vavá (desde 1952), Bellini, Sabará e Pinga foram incorporados ao elenco vencedor. O ano não poderia começar melhor, com a conquista invicta do Quadrangular Internacional do Rio de Janeiro, onde no último jogo golearam pelo placar de 5 a 2 o grande rival Flamengo dando ao Vasco mais um título Sul-Americano. Em abril, o Gigante da Colina conquista seu terceiro torneio internacional invicto, o Torneio Internacional de Santiago, vencendo o time colombiano Millonarios por 2 a 1 e o chileno Colo-Colo por 2 a 0. E em julho veio mais um título internacional invicto, a Torneio Internacional Rivadávia, disputada entre 7 de junho e 4 de julho em São Paulo e no Rio de Janeiro, competição que sucedeu à Copa Rio Internacional de 1952, com novo nome, formato, regulamento e história próprias, com outros patrocinadores chamado de Torneio Octogonal Rivadavia Corrêa Meyer, em homenagem ao presidente da Confederação Brasileira de Desportos, e que teve o Gigante da Colina novamente campeão internacional. Tal era a importância da competição, que ela foi organizada em caráter oficial pela CBD, como o apoio do dirigente da FIFA Ottorino Barassi. Porém, para o Torneio Rivadávia de 1953, é registrada nos jornais da época a participação de Ottorino Barassi no recrutamento apenas do representante italiano, que poderia ser Juventus, Internazionale ou Milan (sem haver menções a que ele recrutaria clubes de outros países) foi tratada na Europa como sendo uma edição da Copa Rio Internacional, e almejada pelos 4 grandes clubes cariocas. No Torneio Internacional de Paris de 1957, o Vasco entrou para a História como o primeiro e único clube não-europeu a derrotar um campeão da Liga dos Campeões da UEFA teve uma Comissão Técnica, os árbitros eram todos do quadro da FIFA, e os 4 grandes clubes cariocas tentaram participar da mesma: Vasco e Botafogo se classificaram à competição através de suas posições no Torneio Rio-São Paulo de 1953,e quando o Nacional de Montevidéu (Uruguai) anunciou que não viria mais participar (em virtude de uma proibição da Associação Uruguaia de Futebol, forçada a isso pelos clubes pequenos do Uruguai e contra a vontade do Nacional de Montevidéu), Flamengo e Fluminense solicitaram a vaga à CBD, que em reunião, decidiu dar vaga ao Fluminense, o que gerou protesto do Flamengo. Assim, em 1953, o Vasco da Gama já havia conquistado dois títulos Sul-Americanos e um Intercontinental em 1953.
Em 1956, veio então o Campeonato Carioca, e o time vascaíno vinha motivado a não dar o prazer ao grande rival Flamengo de conseguir o inédito tetra. Na penúltima rodada, um jogo crucial contra o Bangu, que contava com Zizinho entre suas estrelas. O jogador, porém, foi expulso por ofensas ao juiz, e o Vasco ganhou o jogo por 2 a 1. Na última rodada bastou um empate com o Olaria para garantir o título.
Em 14 de junho de 1957, o Vasco da Gama escreveu uma página inesquecível em sua história: a equipe de São Januário voltou a abrir novos caminhos ao derrotar o Real Madrid, por 4 a 3 na final e levantou a taça da primeira edição do Torneio Internacional de Paris (França), com uma apresentação perante o Real Madrid com a qual o Vasco encantou o público e imprensa franceses e prestigiou a si e ao futebol brasileiro perante o público europeu. Os gols foram marcados por Válter, Vavá, Livinho e Sabará. Di Stefano, Mateos e Kopa fizeram para o Real.
O Real Madrid era considerado o melhor time do mundo por ter vencido as duas edições da Liga dos Campeões da UEFA que já haviam ocorrido (1955/1956 e 1956/1957). Uma máquina, que tinha o "péssimo" hábito de golear seus adversários. Se a defesa era uma muralha, o ataque era avassalador, com destaque para o francês Raymond Kopa, o espanhol Paco Gento e sobretudo para o hispano-argentino Alfredo Di Stéfano. Não era à toa que o Real, bicampeão europeu àquela altura, seguiria vencendo a Copa dos Campeões europeus seguidamente até 1960. Em crônica no jornal L'Équipe, Jacques Ferran escreveu sobre o jogo:
"E então, bruscamente o Real desapareceu literalmente. Seriam as camisas de um vermelho pálido ou os calções de um azul triste que enfraqueciam a soberba equipe espanhola? Não; é que, antes, apareceram subitamente do outro lado os corpos maravilhosos, apertados nas camisas brancas com a faixa preta, de onze atletas de futebol, de onze diabos negros que tomaram conta da bola e não a largaram mais.
Durante a meia hora seguinte a impressão incrível, prodigiosa, que se teve é que o grande Real Madrid campeão da Europa, o intocável Real vencedor de todas as constelações europeias estava aprendendo a jogar futebol".

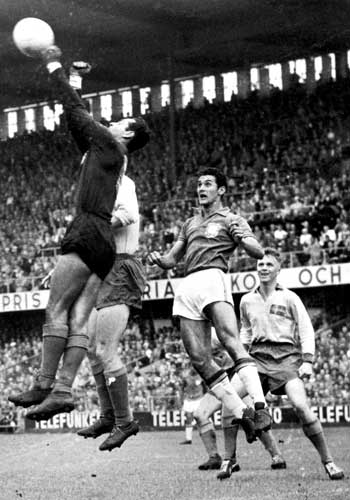
Orlando Peçanha (no centro), zagueiro vascaíno, atuando pela Seleção Brasileira na Copa do Mundo em 1958.

Com a vitória sobre o Real Madrid no Torneio de Paris de 1957, o Vasco voltava novamente a demonstrar seu pioneirismo, que já havia demonstrado ao se tornar o primeiro campeão sul-americano em 1948: na final do Torneio de Paris em 1957, o Vasco se tornou o primeiro clube não-europeu a derrotar um campeão continental europeu (campeão da Copa dos Campeões da Europa), e único não-europeu a ter alcançado tal feito antes da realização da edição inaugural da Copa Intercontinental (1960), competição cuja criação foi anunciada em 08 de outubro de 1958 e que a partir de 1960 seria realizada como o título intercontinental europeu-sul-americano de clubes. Além disso, a vitória do Vasco no Torneio de Paris de 1957 representou o primeiro título do futebol brasileiro (incluindo clubes e Seleção) em solo europeu. Tal era a importância do Torneio de Paris à época, que foi o único torneio intercontinental (com clubes de mais de um continentes) do qual o Real Madrid aceitou participar desde que se tornou campeão europeu (13/06/1956) até a 1ª disputa da Copa Intercontinental (03/07/1960), e o Real só não disputou a edição de 1958 do Torneio de Paris (21-23/05/1958) para poder se preparar para final da Copa dos Campeões da Europa daquele ano, que seria cinco dias depois (28/05/1958). Durante todo o reinado do Real Madrid como campeão europeu, de 13/06/1956 a 1960, nenhuma outra equipe não-europeia além do Vasco conseguiu derrotar o Real Madrid, nem mesmo o Santos de Pelé, derrotado pelo Real Madrid em 17/06/1959 por 5 a 3.
Algumas fontes sustentam que Vasco da Gama e Flamengo participaram do Torneio de Paris de 1957 e 1958 como representantes do futebol sul-americano, fato que, aliado à participação do Real Madrid (campeão europeu de 1955/1956 quando foi convidado ao torneio e que seria bicampeão 1955/56-1956/57 dez dias depois de ser convidado ao Torneio de Paris), teria feito do Torneio de Paris de 1957 a primeira competição em que clubes teriam atuado como representantes de seus continentes, não de seus países, antes mesmo da criação da Copa Intercontinental.
Ademais, a imprensa europeia registrou que a derrota do Real Madrid para o Vasco elevava o nome do futebol brasileiro na Europa, mostrava que "o Real Madrid não era invencível", e que o Vasco, "que representava o futebol sul-americano" naquele torneio, era uma prova de que o futuro do futebol não era a Europa mas sim a América do Sul. As palavras da imprensa europeia sobre aquela partida entre Vasco e Real Madrid foram proféticas: 8 meses depois, em 15 de fevereiro de 1958, a imprensa espanhola já dava como certa a criação de um torneio sul-americano de clubes, semelhante ao existente na Europa, em 08 de outubro de 1958, foi anunciada a criação da Copa Libertadores e da Copa Intercontinental.
Em 1961, o torneio foi considerado pela imprensa francesa como um autêntico título intercontinental extraoficial, em um ano em que a final do torneio teve similaridade à final vencida pelo Vasco em 1957 (em ambos os casos, 1957 e 1961, a final ocorreu entre o campeão europeu e a equipe considerada pela imprensa francesa como sendo a melhor da América do Sul).
Ainda em 1957, o Vasco ganharia do FC Barcelona com uma goleada de 7 a 2, no antigo estádio Les Corts. O Vasco é o time é o clube brasileiro que mais enfrentou o Barça: foram 11 jogos, três vitórias, quatro derrotas e quatro empates. As vitórias vascaínas sobre os dois grandes clubes espanhóis da época, Real Madrid e Barcelona, fizeram com que a imprensa espanhola questionasse a qualidade do seu próprio futebol. A revista Vida Deportiva, escrevendo sobre a goleada sobre o Barcelona, afirmou que "o Vasco venceu com uma facilidade que coloca em xeque o valor real do nosso futebol". Já a revista El Once, em sua capa, apresentou gravura na qual retrata os jogadores vascaínos, com estereótipos raciais, ensinando os jogadores do Barcelona a jogar futebol. Descrevendo a excursão europeia do Vasco, o brasileiro Jornal dos Sports escreveu em manchete "como um tufão, o Vasco varre o football mundial".
Ainda nesse ano, o Vasco conquistaria o Torneio Triangular Internacional do Chile (Chile), o Torneio de Lima (Peru) e o Torneio Internacional Teresa Herrera (Espanha), invicto.
Em 1958 o Vasco tornava a vencer o Campeonato Carioca (especial naquele ano) tendo novamente o Flamengo como vice, e o Torneio Rio-São Paulo na última rodada, tendo como 2º colocado novamente o grande rival Flamengo.

### Os difíceis anos 1960
Após o título de 1958, o Vasco voltaria a fazer boa campanha em 1962, no Carioca vencido pelo Botafogo que, por sinal, seria bi depois de três décadas. Depois o Gigante da Colina venceria a I Taça Guanabara, criada naquela temporada para indicar o representante do Estado da Guanabara para o Brasileirão da época - a Taça Brasil. No ano seguinte, o Almirante conquistou o Torneio Rio-São Paulo de 1966 no futebol, empatado com Botafogo, Santos e Corinthians. Os anos 1960 marcaram uma profunda crise financeira no clube, que culminou em 1969, com a cassação do seu presidente, Reynaldo Reis.

### Anos 1970: Início de novos ares e a conquista do primeiro brasileiro
Nesta década surgiu o ídolo Roberto Dinamite e se destacou também o goleiro argentino Andrada.
Nos anos 1970 o Vasco começou a se recuperar, ainda que de forma tímida, conquistando o campeonato estadual de 1970.
A maior conquista da época foi o brasileiro de 1974, com Roberto Dinamite sagrando-se artilheiro.
Conquistou ainda estadual de 1977, numa campanha memorável.
No entanto, perdeu as finais do estadual em 1978. Naquele ano surgiu a famosa canção da torcida vascaína de que "o Vasco é o time da virada, o Vasco é o time do amor", inspirada num samba da Beija-Flor. O canto viria a ser copiado por outras torcidas, como Santos, Palmeiras e Atlético-MG.
Em 1979, a equipe perdeu a final do campeonato brasileiro. No final do ano surgiu mais uma notícia triste: Roberto Dinamite estava sendo transferido para o FC Barcelona.
A política do clube tornou-se movimentada. Com o desgaste natural pelos vários anos de mandato e as seguidas derrotas em finais de campeonatos, especialmente para o rival, o presidente Agathyrno da Silva Gomes foi derrotado pela chapa de Alberto Pires Ribeiro, que contava com uma união de grandes nomes do Vasco, nas eleições de 1979.

### Anos 1980
O Vasco começou mal, perdendo o Campeonato Carioca de 1980 para o Fluminense. O fato de maior importância naquele ano, entretanto, seria a volta de Roberto Dinamite.
Roberto não havia se adaptado ao Barcelona, tendo feito apenas três gols em oito jogos, acabando na reserva do time catalão. Insatisfeito, tinha planos de voltar para o Brasil. O Flamengo então armou um grande esquema para contratar o maior ídolo vascaíno. A torcida cruzmaltina, como era de se esperar, não admitiu o fato, principalmente depois que a Rede Globo criou uma vinheta em que Roberto tabelava com Zico. O Vasco foi à sua procura, e o artilheiro acabou por retornar ao clube no qual tivera tantas alegrias.
E a reestreia foi especial. Em um Vasco vs. Corinthians com torcedores rubro-negros unidos a corintianos (já que era rodada dupla no Maracanã, com o Flamengo fazendo a preliminar contra o Bangu), no que foi chamada a Fla-Fiel (em referência à Gaviões da Fiel, torcida do Corinthians), Roberto fez os cinco gols vascaínos e comandou a vitória cruzmaltina por 5 a 2. Todos os gols de bola rolando.
Apesar da volta de Roberto, o Vasco não passou para as semifinais do torneio, ficando em oitavo lugar naquele Brasileiro.
Em 1981, mais uma derrota no Carioca. Foi uma derrota polêmica em virtude dos acontecimentos lamentáveis ocorridos no fim da decisão. Por sinal, de acordo com o regulamento, o Vasco necessitava ganhar três partidas seguidas para ser campeão. Ganhou as duas primeiras, mas na última, quando estava perdendo de 2 a 1, um torcedor do Flamengo entrou em campo, pelo seu vestiário, e tumultuou o jogo num momento de reação vascaína. O episódio ficou conhecido como "caso do ladrilheiro", pois o torcedor assim se identificou.
No Brasileiro daquele ano o Vasco ficou em quinto lugar. Um mês depois, o time conquistaria o Torneio João Havelange, após vencer Flamengo, Democrata (MG), Rio Branco e Colatina, ambos do Espírito Santo.
Em 1982 o Vasco voltaria a vencer o campeonato estadual. Neste campeonato Roberto faria seu gol de número 500 na carreira, dedicando a Gradim, seu "descobridor", a Célio de Souza, seu treinador quando era juvenil, e a Eurico Miranda, o responsável pelo seu retorno ao Vasco.
O Vasco chegou ao triangular final do torneio contra America e Flamengo, campeões do segundo e do primeiro turno, respectivamente. O Vasco chegou à final por ter o maior número de pontos nos dois turnos. Antes da final, o técnico Antônio Lopes tirou cinco titulares do time, alegando falta de empenho.
Depois de uma vitória de 1 a 0 sobre os americanos, era hora da final contra os arquirrivais e da revanche de 81. No segundo tempo de jogo Pedrinho Gaúcho cobrou escanteio e Marquinho tocou levemente na bola, marcando o gol que daria o título ao Vasco. O árbitro considerou, no entanto, gol olímpico de Pedrinho Gaúcho.
Em 1983, um sexto lugar no Campeonato Brasileiro e uma sétima posição no Campeonato Carioca, a pior colocação vascaína na história até então.
Em 1984, após uma brilhante campanha, veio a perda do título do Brasileiro para o Fluminense. No Estadual, depois de vencer a Taça Rio (segundo turno do campeonato), o time acabou ficando apenas em terceiro lugar.
Com o vice-campeonato do Brasileiro, o Vasco voltou a disputar a Libertadores no ano seguinte. Mas por pouco tempo: foi eliminado logo na primeira fase. No Brasileiro, uma décima primeira posição. No final do ano, porém, uma alegria: Romário estreava no time principal, formando o ataque com Roberto.
Em 1986 o Vasco voltava a conquistar a Taça Guanabara, vencendo o Flamengo por 2 a 0, com dois gols de Romário. O turno seguinte e o campeonato, porém, acabariam ficando com o arquirrival.
Em 1987 a equipe vence o campeonato estadual com uma campanha brilhante, fazendo os três artilheiros da competição (Romário, Roberto Dinamite e Tita, respectivamente). A final foi contra o rival Flamengo, e o Vasco venceu por 1 a 0, com gol de Tita, ex-jogador do adversário.
Em 1988 o Vasco estreou o Campeonato Carioca com uma derrota para o Flamengo por 1 a 0, gol de Bebeto, num jogo que foi finalizado bem mais cedo devido à falta de energia elétrica e o não-funcionamento dos refletores do Maracanã. E mais tarde o rubro-negro conquistaria a Taça Guanabara, e devido ao bom desempenho do Flamengo durante o turno, parecia claro que seria a equipe de Zico a campeã carioca.
Porém, no segundo turno, o Vasco derrotou o arquirrival por 1 a 0, gol de Henrique, e a partir de então começou a crescer e mostrar que não era um simples concorrente ao título, e mais tarde derrotaria o Fluminense na decisão da Taça Rio e conquistaria a mesma. Ao encontrar o Flamengo no Terceiro Turno (uma espécie de semifinal), novamente o superou, vencendo-o por 3 a 1, gols de Vivinho (1) e do jovem estreante Sorato (2), com Andrade diminuindo para o Flamengo. Na decisão do campeonato, o Vasco não deixou mais qualquer dúvida sobre sua superioridade. No primeiro jogo venceu o Flamengo por 2 a 1 de virada (Bismarck e Romário, e Bebeto para o Flamengo). No dia da grande decisão, o zagueiro vascaíno Fernando disse de antemão que o fato de o Flamengo haver feito um gol na partida anterior não iria se repetir, e foi consumado: Após quase todo o tempo regulamentar sem gols, o jogador Cocada entrou aos 41 minutos e aos 44 marca o gol da vitória definitiva do Vasco, que apenas jogava pelo empate. Após o gol, Cocada levou cartão vermelho por comemorar o gol tirando sua camisa e Romário e Renato Gaúcho também foram expulsos. E o Vasco conquistou em festa o bicampeonato carioca, e totalizou quatro vitórias sobre o Flamengo. O destaque do time foi o meia Geovani, o Pequeno Príncipe Vascaíno (esportista do ano pela revista Placar).
No mesmo ano, fez uma excelente campanha no Campeonato Brasileiro, quando fez um total de pontos bem superior ao do clube campeão, o Bahia. Além disso conseguiu uma série de 5 vitórias consecutivas sobre o rival Flamengo (1-0, 3-1, 2-1, 1-0, 1-0). Foram vitórias marcantes nesta competição as goleadas de 4 a 2 sobre a Portuguesa (onde o jogador Vivinho marcou um gol de placa, dando três lençóis seguidos sobre o jogador luso Capitão e finalizando de primeira para o gol), 4 a 0 sobre o Santos e 3 a 0 sobre o Botafogo, num jogo marcado pelo choro da menina gandula botafoguense Sonja.
Em 1989, na continuação do confuso Campeonato Brasileiro de 1988, a boa fase do Vasco teve fim ao ser eliminado pelo Fluminense no início da segunda fase. E após um campeonato estadual complicado (porém ajudando em muito o Botafogo ao impedir a conquista da Taça Rio pelo Flamengo, vencendo-o) o Vasco refez o elenco, contratando uma série de jogadores de destaque nacional, passando a ser conhecido como SeleVasco, pois o time era considerado como uma verdadeira seleção. O grande destaque foi o jogador Bebeto, contratado justamente ao grande rival, Flamengo. O Vasco foi campeão derrotando o São Paulo na final, em pleno Morumbi, por 1 a 0, gol de Sorato. Nessa partida cerca de vinte e cinco mil torcedores vascaínos estiveram no Morumbi.
Os esportes amadores foram relegados a um segundo plano no clube, e muitos atletas acabaram por se transferir para outros clubes, buscando por melhores condições, e o clube não buscava mantê-los. O remo só conquistou o estadual em 1982 e o Troféu Brasil em 1987. Já o basquete se manteve com algum destaque a nível estadual, conquistando os estaduais de 1981, 1983, 1987 e 1989, além do campeonato de campeões do Brasil em 1981. Outro esporte que conseguiu algum desenvolvimento nesse período foi o atletismo.

### Anos 1990: A glória eterna

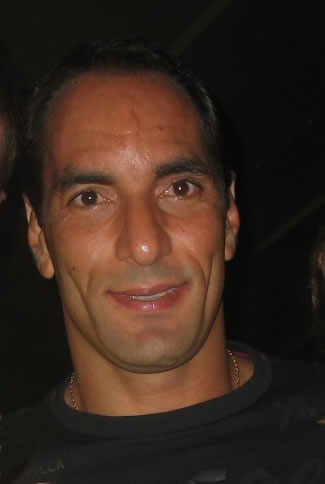
Edmundo, denominado pela torcida vascaína como o "Animal". O atacante é um dos maiores ídolos da história do Vasco.

A década de 1990 no Vasco ficou marcada pela despedida dos campos do ídolo Roberto Dinamite em 1993, e a ascensão de novos ídolos como Edmundo (o Animal), Felipe, Pedrinho, Carlos Germano, Pimentel, Valdir Bigode e Juninho Pernambucano. Em 1992, o clube ganhava seu primeiro título que marcaria o início da conquista dos cariocas de 1992, 1993 e 1994 ganhando o seu primeiro tricampeonato Estadual, para depois conquistar o Campeonato Estadual em 1998. Ainda em 1997, que foi um ano brilhante de Edmundo, o Vasco conquistou o tricampeonato Brasileiro.
Em 18 de agosto de 1997 foi feito Membro-Honorário da Ordem do Mérito de Portugal.
O clube completava, em 1998, 100 anos. O Centenário do clube foi o tema do carnaval da Unidos da Tijuca, que compôs um samba-enredo, imortalizado pelos torcedores vascaínos antes mesmo do desfile daquele ano e que, até os dias atuais, é entoado pela torcida vascaína. Porém, essa era apenas a primeira das muitas comemorações que viriam naquele ano. O clube ainda se tornaria o campeão do Campeonato Carioca e da Copa Libertadores da América, sendo esta última conquistada no dia 26 de agosto, apenas cinco dias após o aniversário do Clube.
A alegria do centenário só não foi completa por causa das perdas da Copa Intercontinental para o Real Madrid e da Copa Interamericana para o DC United.
No ano seguinte ao centenário, o Vasco conquistaria o tricampeonato do Torneio Rio-São Paulo, e chegava ao fim dos anos 1990 repleto de glórias. Qualificado pela seguidas conquistas nos anos de 1997, 1998 e 1999, o Vasco era o favorito ao título do Campeonato Carioca de Futebol de 1999. porém perdeu as finais do Campeonato para o arquirrival Flamengo, ocasião em que o árbitro Léo Feldman validou gol ilegal do jogador do Flamengo Fábio Baiano, que fez falta sobre o jogador Felipe (puxando-o pela camisa) antes de concluir ao gol.
Na década, o Vasco contava com grandes craques. Além dos ídolos Carlos Germano, Mauro Galvão, Juninho Pernambucano, Felipe, Pedrinho, Edmundo e Romário, outras grandes contratações foram realizadas, como o lateral Jorginho, o zagueiro Júnior Baiano, os meias Ramon Menezes, Vágner e Juninho Paulista, e os atacantes Evair, Donizete, Luizão, Euller, Viola e Guilherme. Uma verdadeira Seleção.

### Anos 2000: Mais títulos importantes e o início da grave crise
Em 2000, o Vasco conquistou a Copa Mercosul numa final histórica contra o Palmeiras, quando virou um jogo perdido de 3 a 0 no primeiro tempo para 4 a 3, no que ficou conhecido como "a virada do século"; e levantou o Campeonato Brasileiro de 2000, em uma final tumultuada com o São Caetano. Quando na disputa da partida de volta em São Januário, parte do alambrado desabou no meio da etapa inicial - estava 0 a 0 -, depois de um tumulto na arquibancada que apresentava superlotação). Porém, após decisão do STJD pela realização de um novo jogo no Maracanã, o Gigante da Colina, que havia empatado em 1 a 1 a partida de ida, fez 3 a 1 nos paulistas e levantou seu quarto troféu da maior competição nacional do país.
O basquete voltaria a vencer a Liga Sul-Americana em 2000 e o Campeonato Nacional em 2000 e 2001.
Os anos seguintes foram de poucas alegrias para os vascaínos, com exceção de 2003, quando a equipe conquistou seu 22º título estadual ao bater o Fluminense na final. Aos poucos o clube ia entrando numa crise financeira e política interna, resultando em menos times competitivos. No Campeonato Brasileiro, porém, o time não tem conseguido fazer boas campanhas, chegando a ficar ameaçado de rebaixamento em 2004 e 2005. A exceção foi o ano de 2006, quando a equipe ficou em sexto lugar, a dois pontos de conquistar a vaga para a Taça Libertadores do ano seguinte.
Na Copa do Brasil, a participação do Vasco foi marcada por derrotas para equipes inexpressivas, como XV de Novembro de Campo Bom e Baraúnas, até 2006, quando conseguiu chegar à sua primeira final em toda a história da competição - embora já tenha alcançado a fase semifinal cinco vezes (sendo a mais recente na edição 2006, contra o Fluminense). Conquistou a vaga na final de 2006 ganhando de 1 a 0 do Fluminense no primeiro jogo e empatando no segundo jogo em 1x1. Na decisão, após uma longa parada por causa do Copa do Mundo o time perdeu o foco e perdeu o título diante do Flamengo, perdendo as duas partidas (0 a 2 e 0 a 1).
No Campeonato Brasileiro de 2007 o jogador Romário marcou de pênalti o milésimo gol na carreira em um jogo contra o Sport Recife.

#### O Choro de uma torcida apaixonada: rebaixamento em 2008
O ano de 2008 começava bastante agitado para o Vasco visto que o time estava com uma grave crise financeira e problemas internos proporcional ao seu imenso tamanho. Os meses do ano foram transcorrendo e os problemas só aumentavam que acabaram refletindo em campo, sucessivas trovas de treinadores, vai e vem de jogadores ao longo das competições.
No dia 1º de julho de 2008 numa eleição tumultuada, o clube elege como presidente o ex-jogador Roberto Dinamite que venceu as eleições de 2008. Saía de cena Eurico Miranda, um dirigente que estava no clube desde os anos 80. Ficou marcado até pela polêmica do título brasileiro de 1987 entre Flamengo e Sport e também marcado pela fase vitoriosa do Vasco, mas nada apagava os últimos anos de crise de seu comando.
Não realizando uma boa campanha no Campeonato Brasileiro de Futebol de 2008. O Vasco chegou a ser lanterna, tomou goleadas, e fazia a pior campanha da sua história. Nas últimas rodadas apostaram no treinador Renato Gaúcho, a torcida encheu São Januário abraçando o time, mas nada surtiu efeito. O time acabou perdendo em casa com a torcida e jogadores chorando o rebaixamento terminando em antepenúltimo lugar na classificação, o que aconteceu pela primeira vez em toda a sua história, ao ser derrotado pelo Esporte Clube Vitória por 2 a 0. Uma cena ficou marcada quando um torcedor quis se atirar da marquise do Estádio, mas foi contido pelos bombeiros.

#### Volta à elite do futebol em 2009
O ano de 2009 começava complicado, o cruzmaltino era um dos mais endividados do país e tinha dificuldades em construir um novo time. Para o comando da equipe, Dorival Júnior era a aposta como novo treinador.
Na Copa do Brasil a equipe surpreendeu e foi até as semifinais, sendo parada pelo Corinthians em decorrência do 1-1 no Maracanã com mais de 60 mil.
O purgatório durou exatos 11 meses. Após a vitória por 2 a 1 sobre Juventude diante de 81.904 pessoas no Maracanã, o acesso do clube para a elite do futebol estava garantido com quatro rodadas de antecedência. O clube ainda conquistaria o título em 13 de novembro, com três rodadas de antecipação, após vencer de virada o América por 2 a 1 também no Maracanã.

### Década de 2010: Da redenção vascaína ao agravamento da crise

#### 2011: Campeão da Copa do Brasil

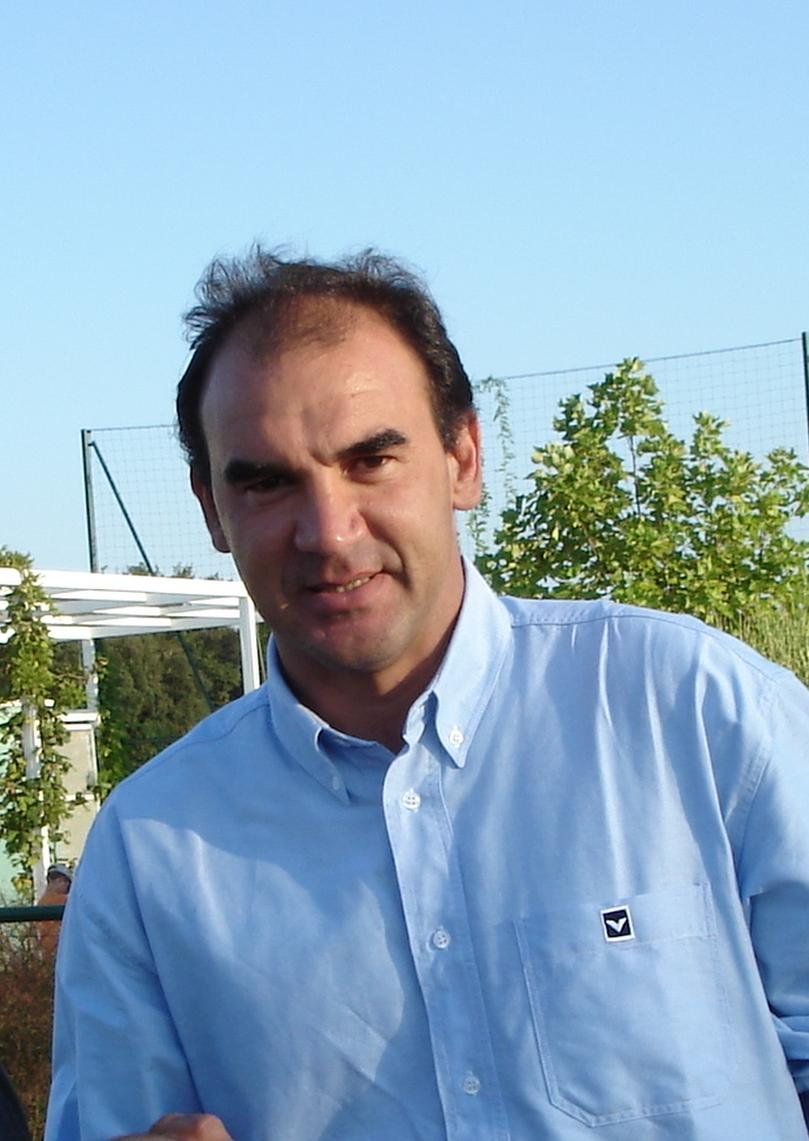
Ricardo Gomes, treinador que levou o Vasco a ganhar a inédita Copa do Brasil, em 2011.

Em seu retorno à elite, o ano de 2010 começou como incógnita para o cruzmaltino, a equipe fez um Estadual razoável, teve treinadores demitidos pelo início preocupante no Brasileiro até a chegada de Paulo César Gusmão, que recuperou o rendimento da equipe e terminando na parte do meio da tabela do Brasileirão de 2010.
Em 2011, após um início conturbado no Estadual, Ricardo Gomes, técnico contratado para o lugar de PC Gusmão, arrumou o time, junto com as chegadas de Diego Souza, Alecsandro, Bernardo e a volta de Elton; o time voltou a apresentar um bom futebol. Surgia o Trem Bala da Colina. O time chega a final do segundo turno do Carioca, contra o Flamengo. Após empate em 0 a 0 no tempo regulamentar, o time acaba perdendo nos pênaltis e vê o título ir para o rival. Após isso, o time concentra suas forças na Copa do Brasil. Jogando bem, chega a final contra o Coritiba. No primeiro jogo, em São Januário, vence por 1 a 0, com gol de Alecsandro. No dia 8 de junho de 2011, mesmo perdendo pelo placar de 3 a 2, com gols de Alecsandro e Éder Luís a seu favor, o Vasco sagrava-se campeão da Copa do Brasil, pelo critério de gols fora, e garante vaga na Copa Libertadores da América de 2012. Durante o Brasileirão, Ricardo Gomes sofre um AVC e acaba tendo que se afastar por tempo indeterminado. Para seu lugar, assume o auxiliar Cristóvão Borges que seguiu fazendo um bom trabalho pelo resto da temporada. Mesmo após ter garantido vaga na maior competição continental, o time continuou lutando até a última rodada pelo título do Campeonato Brasileiro de 2011, o qual terminou na segunda colocação, e chegando até as semifinais da Copa Sul-Americana do mesmo ano. Assim, o ano de 2011 fica marcado como "o ano da redenção vascaína".
O ano de 2012 era esperado como o ano do retorno de seu respeito, conquistas eram esperadas, o Vasco foi finalista nas duas finais de turno do Campeonato Carioca, após vencer o Flamengo nas duas semifinais. A principal competição do Vasco no ano era a Copa Libertadores da América. Após boa campanha o time foi eliminado nas quartas de final pelo Corinthians, com um gol aos 43 do segundo tempo. O jogo é marcado até hoje pelo gol perdido de Diego Souza cara à cara com o goleiro Cássio. No Campeonato Brasileiro o time estabelece o recorde de 54 rodadas consecutivas no G4 (contando Brasileiro de 2011 e 2012), embora não tenha conquistado a vaga para a Libertadores do ano seguinte. Com nenhuma conquista, nenhum retorno financeiro veio ao clube, que ainda tinha uma das maiores dívidas do futebol brasileiro. Sendo assim, muitos jogadores começaram a ser dispensados e até forçarem a saída, por falta de pagamentos, e o que poderia ser a década da redenção dos vascaínos ensaiava a ser um novo pesadelo pelos próximos anos.

#### 2013: Segundo rebaixamento à Série B
O time vascaíno foi rebaixado para a série B do Campeonato Brasileiro de 2013 após a derrota para o Atlético Paranaense por 5 a 1, o Gigante da Colina precisava de uma vitória ou uma derrota do Coritiba (para este também poderia ser um empate) ou do Criciúma para conseguir escapar do rebaixamento. o Coritiba ganhou, mas o Criciúma perdeu por 3 a 0 para o Botafogo. O Vasco tanto em 2008 como em 2013, encerrou a sua participação na 18º posição.
Esse jogo foi realizado na Arena Joinville e não no Paraná (casa do Atlético-PR). Ainda houve por falta de policiamento um trágico encontro entre torcidas o que originou uma briga selvagem nas arquibancadas (tanto o Atlético-PR como o Vasco da Gama já haviam sido punidos anteriormente com a perda do mando de campo devido à briga entre torcidas). Com o tumulto generalizado nas arquibancadas e a invasão de campo, o juiz interrompeu a partida devido à falta de segurança. Após uma hora e doze minutos de paralisação e, várias intervenções de jogadores de ambos os clubes para acalmar os torcedores exaltados, o jogo foi reiniciado com o reforço policial nas arquibancadas e dentro de campo.

#### 2014: Retorno à Série A
O Vasco foi vice-campeão carioca mais uma vez ao perder para o arquirrival Flamengo. O Vasco fez uma campanha abaixo da média na Série B, com uma rodada de antecipação, garantiu o acesso com um empate de 1 a 1 contra o Icasa, no Estádio do Maracanã, diante de mais de 50 mil torcedores. O Vasco terminou em terceiro lugar após ser novamente derrotado para o Avaí por 1 a 0, gol sofrido após pênalti cometido por Diego Renan.

#### 2015: Fim do jejum estadual e terceiro rebaixamento
Em 2015, o Gigante da Colina conquistou mais um troféu para sua coleção. O Vasco quebrou um jejum de 12 anos sem um título estadual. Com a vitória por 1 a 0 no primeiro jogo, com gol de Rafael Silva, o herói da partida, e a vitória por 2 a 1 na partida seguinte, com gol decisivo do titulo marcado por Gilberto, o Vasco se tornou campeão carioca de 2015, em uma partida com mais de 70 mil torcedores presentes, até então o recorde do ano de 2015.
No Campeonato Brasileiro de 2015, o Vasco foi rebaixado pela terceira vez em sua história no dia 6 de dezembro de 2015, diante uma partida com o Coritiba no qual o time empatou sem gols.

#### 2016: Invencibilidade histórica e o retorno à Série A
No Campeonato Carioca de 2016 o Vasco sagra-se campeão da Taça Guanabara em cima do Fluminense. Com a melhor campanha do campeonato, o Vasco encarou o Flamengo na semifinal e venceu o clássico por 2 a 0, classificando-se para a final do Cariocão. No primeiro jogo da final o Vasco, como visitante, venceu o Botafogo por 1 a 0, com gol do Jorge Henrique, e levou a vantagem de jogar pelo empate para ser campeão. No segundo jogo, o Vasco mantém a vantagem, empata a partida com o gol de Rafael Vaz e conquista o bicampeonato estadual de forma invicta, sexto título invicto da história.
Pela segunda fase da Copa do Brasil de 2016 o Vasco classifica-se ao empatar no jogo da volta com o CRB de Alagoas em 1 a 1 em São Januário; o gol da classificação foi marcado por Rafael Vaz nos acréscimos do segundo tempo. Neste jogo, o clube atinge a maior sequência invicta em jogos oficiais da história com 28 jogos.
No Campeonato Brasileiro de Futebol - Série B, o Vasco estreou jogando bem, goleando fora de casa o Sampaio Corrêa por 4 a 0, com 3 gols de Nenê e 1 de Riascos. Na oitava rodada, dia 11 de junho em Cariacica, Espírito Santo, diante do vice-líder, Atlético Goianiense, cai a maior invencibilidade da história do Vasco em jogos oficiais depois de 34 jogos e mais de sete meses.
Vasco conquista o acesso para a Primeira Divisão após vitória de virada por 2 a 1 sobre o Ceará com gols marcados por Thalles no Maracanã pela última rodada da Série B, deixando a equipe vascaína com a terceira posição da competição.

### Década de 2020: Atualidade

#### 2020: Quarto rebaixamento
No ano de 2020, o Vasco chegou a ser líder do Campeonato Brasileiro de 2020 na 4ª rodada, porém, em detrimento de uma série de maus resultados, acabou sendo rebaixado, pela quarta vez em sua história. Em 2021, não conseguiu o acesso a primeira divisão brasileira, tendo ao final do campeonato terminado na décima posição.

#### 2022: Compra da 777 Partners e retorno à Série A
Em 22 de fevereiro de 2022, foi anunciado que a 777 Partners, uma empresa de investimento privado com sede em Miami fundada por Steven W. Pasko e Josh Wander compraram uma participação de controle no Vasco da Gama. De acordo com os termos do acordo, a 777 Partners adquiriu uma participação de 70% no clube, avaliada em aproximadamente US$ 330 milhões. Em 6 de novembro de 2022, Vasco selou seu retorno à Série A, após uma ausência de dois anos, ao vencer o Ituano na partida que ficou conhecida como Batalha de Itu.

#### 2023: A interdição do estádio de São Januário
Em 2023, o Vasco teve seu estádio interditado pela confusão generalizada após a derrota do Vasco para o Goiás. São Januário virou uma praça de guerra (os resultados ruins de jogos anteriores da equipe comandada pelo técnico Mauricio Barbieri e o resultado deste jogo, somados à inércia da diretoria e da SAF em demitir Barbieri, foram o estopim para a revolta da torcida) e, desde então, a Justiça do Rio manteve o estádio interditado. O Vasco foi punido com 4 jogos sem público pelo STJD e o estádio de São Januário foi interditado em 23 de junho a pedido da Promotoria do Consumidor. O Vasco foi punido preventivamente, por 30 dias até o julgamento ser realizado, de atuar com portões fechados e o estádio foi interditado. O técnico Mauricio Barbieri foi demitido no mesmo dia da interdição. Somente em 15 de julho, o Vasco acertou a contratação do substituto de Barbieri, o argentino Ramón Diaz.
O Vasco recorreu e através de uma liminar, em 8 de setembro o estádio foi liberado pela Justiça do Rio de Janeiro, mas para jogos sem público.
A interdição por tão longo tempo foi considerado um ato elitista, pois o estádio é cercado pela comunidade Barreira do Vasco, que possui um comércio ativo (que aumenta a renda dos moradores) em dias de jogos.
Em 30 de agosto,  2ª Câmara de Direito Privado do Tribunal de Justiça do Rio de Janeiro (TJ-RJ) manteve a interdição por 2 votos a 1.
A torcida "lançou" a hashtag #LiberaSãoJanuário nas redes sociais em protesto à interdição.
O Vasco procurou o Ministério Público com a proposta de Termo de Ajustamento de Conduta (TAC). Em 13 de setembro, foi assinado o TAC e finalmente o estádio foi liberado depois de 82 dias.
O 1o jogo pós-liberação foi contra o Coritiba em 21 de setembro, com placar de 5x1 para o Vasco. Houve uma grande festa da torcida cruzmaltina em virtude do retorno dos jogos ao estádio.
Ao longo da temporada, o clube lutava contra o rebaixamento e que para muitos da imprensa já dava como certo a queda, se recuperou e conseguiu se manter na última rodada. O estádio foi de suma importância para o clube permanecer na elite do Campeonato Brasileiro, devido ao apoio incondicional dos torcedores.